# Liste de massacres perpétrés par les forces allemandes en France durant la Seconde Guerre mondiale
Les troupes allemandes et leurs auxiliaires commirent plusieurs massacres et de nombreuses exécutions en France, à partir de l'invasion de mai 1940 jusqu’à la Libération en septembre 1944. De nombreuses catégories de populations en furent victimes : hommes, femmes et enfants, civils, tirailleurs sénégalais en 1940 (Chasselay), résistants blessés ou prisonniers (Mont-Mouchet, Vassieux-en-Vercors, Grotte de la Luire), otages et Juifs (Saint-Genis-Laval, Bron, Savigny-en-Septaine).
Si dans la mémoire collective et la littérature historique, le massacre d'Oradour-sur-Glane, avec ses 643 victimes, occupe une place prépondérante, il ne peut occulter l'atrocité d'assassinats collectifs comme ceux commis à Maillé, Tulle, Ascq, Buchères, Dortan, la vallée de la Saulx et de toutes les autres exactions des troupes allemandes qui firent plusieurs milliers de victimes.
Généralement attribués à la Waffen-SS, ces massacres sont aussi perpétrés par des unités de la Wehrmacht, de la Gestapo, du SIPO-SD et par leurs subordonnés français. La brutalité s'intensifie au début de l'année 1944, avec les instructions données le 3 février par le général Hugo Sperrle, concernant la répression, à la suite d'une intervention personnelle d'Adolf Hitler. Sont alors perpétrés en France, après le débarquement de Normandie, les crimes pratiqués sur le front de l'Est et dans les Balkans.
Durant la Seconde Guerre mondiale, un total de 6 000 Français sont massacrés, exécutés sommairement par les Allemands et leurs auxiliaires, 25 000 sont fusillés, 27 000 résistants meurent en déportation, en plus de 76 000 Juifs déportés.

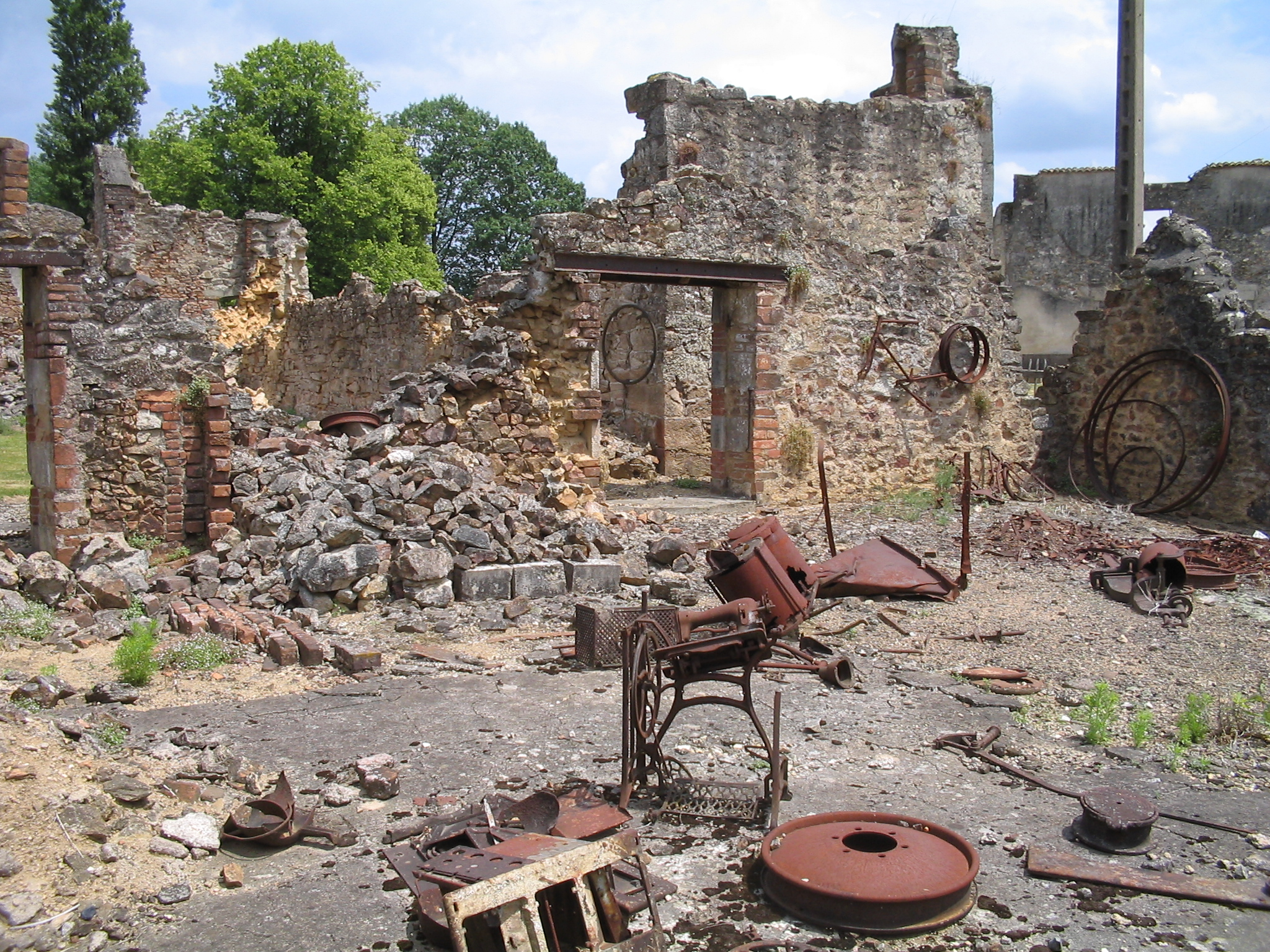
Ruines d'Oradour-sur-Glane conservées « en l'état ».

## Liste chronologique

### Mai 1940
le 21
- Mercatel (Pas-de-Calais) : 6 civils y sont exécutés par des soldats de la 3e division SS Totenkopf[2] ;
- Simencourt (Pas-de-Calais) : 5 hommes y sont exécutés, 24 fermes incendiées par des soldats de la 3e Panzerdivision SS Totenkopf[3] ;
- Hermaville (Pas-de-Calais) : 4 civils y sont exécutés (dont une femme handicapée, âgée de 78 ans, dans son lit), plusieurs maisons et fermes sont incendiées par des soldats de la 3e Panzerdivision SS Totenkopf[4],[5].

le 22
- Aubigny-en-Artois (Pas-de-Calais) : 98 civils y sont exécutés par des soldats de la 3e Panzerdivision SS Totenkopf[6] ;
- Berles-Monchel (Pas-de-Calais), hameau de Vandelicourt : 45 civils y sont exécutés (41 réfugiés et 4 habitants de la commune) par des soldats de la 3e Panzerdivision SS Totenkopf[7].

le 23
- Aubigny (Somme) : au cours de la bataille d'Amiens, après de durs combats, la 13e division d'infanterie allemande reprit la localité. Une cinquantaine de soldats prisonniers du 24e régiment de tirailleurs sénégalais, blessés, y sont achevés[8].

le 24
- Hinges (Pas-de-Calais) : 10 civils, âgés de 26 à 53 ans, sont exécutés au bord d'un trou d'obus datant de la Première Guerre mondiale, puis y sont ensevelis[9].

les 24 et 25
- Beuvry (Pas-de-Calais), massacre du Quesnoy : 48 civils et réfugiés y sont massacrés par des soldats de la 3e Panzerdivision SS Totenkopf[10].

le 26
- Houlle (Pas de Calais) : 11 prisonniers du 110e R.I. y sont exécutés par des soldats de la 1re division SS Leibstandarte Adolf Hitler[11] ;
- Lestrem (Pas-de-Calais), massacre de la ferme du Paradis : 97 soldats britanniques prisonniers issus du 2e bataillon du Royal Norfolk Regiment, du 1er bataillon du Royal Scots et d'autres corps expéditionnaires britanniques y sont exécutés par des soldats de la 3e Panzerdivision SS Totenkopf.

le 28
- Oignies (Pas-de-Calais) : entre  80 et 124 civils y sont assassinés par des soldats de la 267e Infanterie-Division, à la suite d'une bataille qui dure trois jours[12]. Un homme est torturé et brûlé vif, ce dernier est pris à tort, pendant plus de 60 ans, pour le lieutenant anglais Keith Davenport[13] ;
- Courrières (Pas-de-Calais) : 45 hommes y sont assassinés par des soldats de la 267e Infanterie-Division, la ville est incendiée et détruite à 90 %[14] ;
- Esquelbecq (Nord), lieu-dit de la Plaine au Bois : 80 soldats britanniques du 2e bataillon du Royal Warwickshire Regiment (en), du Cheshire Regiment (en) et du Royal Regiment of Artillery, ainsi qu'un soldat français, y sont exécutés par des hommes de la 1re division SS Leibstandarte Adolf Hitler[15].

les 29, 30 et 31
- Emmerin (Nord) : au cours de la bataille d'Haubourdin, des soldats de la 6e compagnie du 2e bataillon du 497e Infanterie-Regiment de la 267e Infanterie-Division y commettent de nombreux crimes :
  - le 29 :
    - 3 habitants sont exécutés à leurs domiciles ;
    - 12 hommes, dont un infirme (9 réfugiés belges et 3 français) sont fusillés derrière une maison.

  - le 30 :
    - 1 homme est fusillé ;
    - 3 réfugiés belges périssent, alors que la bâtisse où ils se trouvent est incendiée.

  - le 31 : 2 habitants sont abattus de rue en rue[8].

le 30
- Febvin-Palfart (Pas-de-Calais) : 32 soldats marocains du 254e régiment d'artillerie lourde nord-africaine de la 1re division d'infanterie nord-africaine y sont exécutés[16].

### Juin 1940
date inconnue

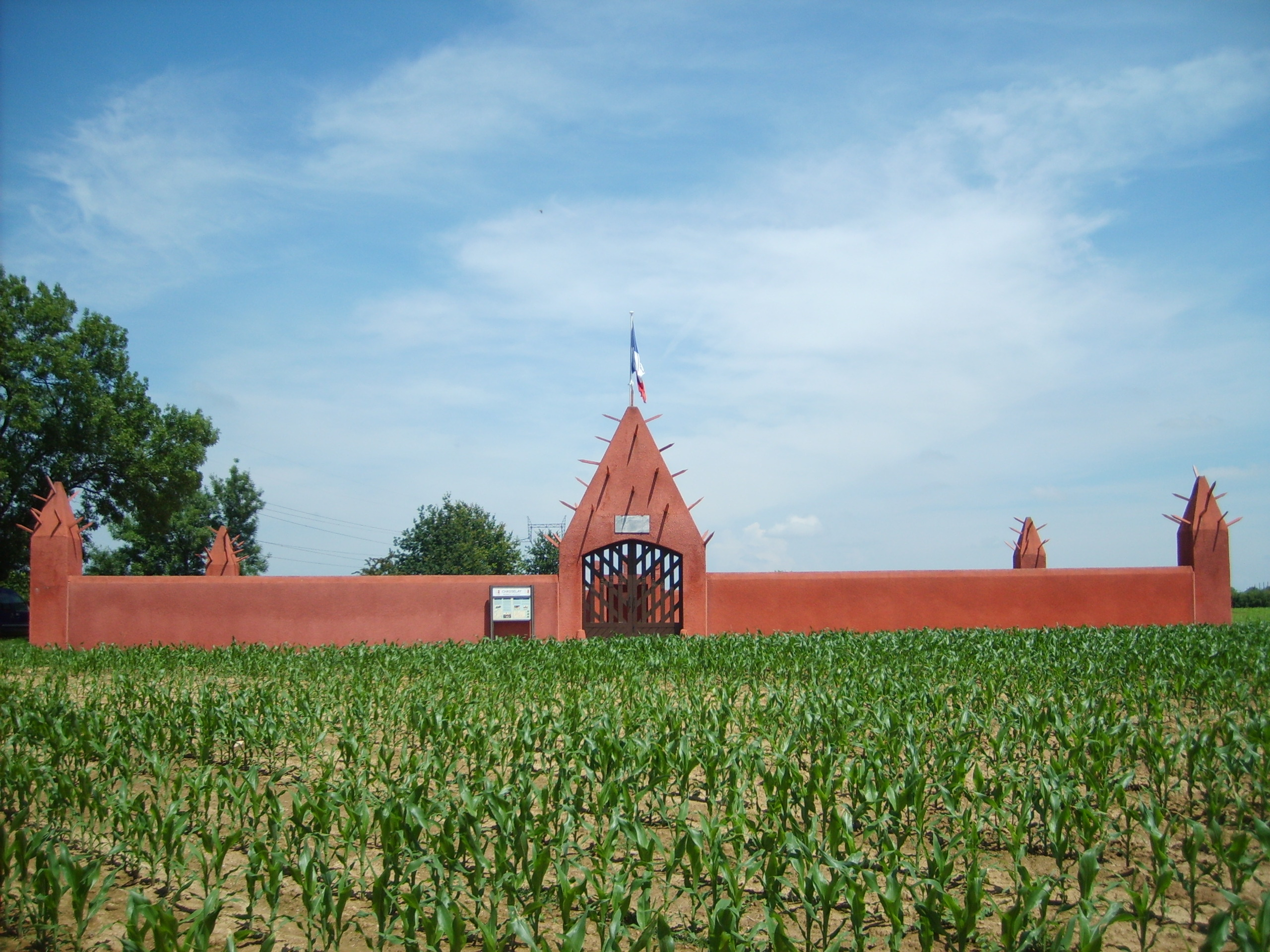
Tata sénégalais de Chasselay.

- Laxou (Meurthe-et-Moselle), lieu-dit Quatre-Vents : 7 artilleurs malgaches y sont fusillés[17].

le 7
- Airaines (Somme) : le capitaine N'Tchoréré, officier français refusant d'être séparé de ses camarades officiers, y est exécuté par un feldwebel du 25e Panzergrenadier-Division ;
- Beaufort-en-Santerre (Somme) : une trentaine de soldats prisonniers du 41e régiment d'infanterie sont rassemblés dans un champ et y sont exécutés[18].

le 8
- Dromesnil (Somme) : des soldats allemands y exécutent 123 tirailleurs sénégalais de la 5e division d'infanterie coloniale, alors que ceux-ci ont rendu les armes.

le 10
- Erquinvillers (Oise) : des tirailleurs sénégalais de la 4e division d'Infanterie coloniale y sont massacrés par des soldats de la Wehrmacht[19].

Les 10 et 11
- Cressonsacq, (Oise), massacre du bois d'Éraine : des soldats de la Panzergrenadier-Division Großdeutschland exécutent, à l'issue des combats, au moins 66 soldats et 8 officiers du 16e RTS et du 24eRTS (régiments de tirailleurs sénégalais)[20].

le 17
- Clamecy (Nièvre) : 44 tirailleurs sénégalais et nord-africains y sont fusillés ; l'un d'entre-eux parvient malgré tout à s'enfuir mais est rattrapé et tué à Oisy[21].

le 19
- Sillé-le-Guillaume (Sarthe) : des soldats allemands y assassinent 14 prisonniers appartenant au 208e régiment d’artillerie lourde coloniale[22],[23].

le 20
- Chasselay (Rhône) : 48 soldats prisonniers du 25e régiment de tirailleurs sénégalais, sont exécutés dans un champ par des hommes de la 3e division  SS Totenkopf [24],[25] ;
- Domptail (Vosges) : entre 28 et 33 soldats français sont fusillés par des soldats allemands[26] ;
- Lentilly (Rhône) : des hommes de la 3e division  SS Totenkopf y massacrent 18 tirailleurs sénégalais prisonniers[25] ;
- Champagne-au-Mont-d'Or (Rhône) : des hommes de la 3e division SS Totenkopf y massacrent 12 tirailleurs sénégalais prisonniers ;
- Éveux (Rhône) : des hommes de la 3e division  SS Totenkopf y massacrent 13 tirailleurs sénégalais prisonniers.

### Août 1941
Le 26
- Suresnes (Hauts-de-Seine), forteresse du Mont-Valérien : 4 militants communistes y sont fusillés, ce sont les quatre premiers[27].

Le 29
- Suresnes (Hauts-de-Seine), forteresse du Mont-Valérien : 3 hommes du réseau Nemrod y sont fusillés : le capitaine de corvette Honoré d'Estienne d'Orves, le lieutenant Maurice Barlier, officiers de la France libre, et Jan Doornik, officier néerlandais[27].

### Octobre 1941
Le 22
48 prisonniers sont exécutés en représailles après la mort de Karl Hotz : 
- Châteaubriant (Loire-Inférieure), carrière de la Sablière : 27 prisonniers, dont Guy Möquet, y sont fusillés[28].
- Nantes (Loire-Inférieure), champ de tir du Bêle : 16 prisonniers y sont fusillés[29].
- Suresnes (Hauts-de-Seine), forteresse du Mont-Valérien : 5 otages y sont fusillés[30].

Le 24
- Martignas-sur-Jalle (Gironde), camp de Souge : 50 otages y sont fusillés en représailles après l'assassinat du conseiller d'administration militaire Hans Gottfried Reimers (de), abattu par Pierre Rebiere[31].

### Décembre 1941
Le 15
95 prisonniers sont exécutés en représailles à une série d'attentats : 
- Suresnes (Hauts-de-Seine), forteresse du Mont-Valérien : 69 otages y sont fusillés, dont 53 Juifs, parmi lesquels 44 ont été extraits du camp de Drancy[27],[32] ;
- Caen (Calvados) : 13 prisonniers communistes y sont fusillés par les Allemands[33] ;
- Juigné-des-Moutiers (Loire-Atlantique) : 9 prisonniers du camp de Choisel à Châteaubriant sont fusillés au lieu-dit La Blisière[34] ;
- Fontevraud-l'Abbaye (Maine-et-Loire) : 4 militants communistes, détenus à la prison, sont fusillés à proximité de cette dernière[35].

### Mai 1942
Le 16
- Avon-les-Roches (Indre-et-Loire), camp du Ruchard : 5 jeunes communistes tourangeaux et 3 résistants d'autres départements y sont fusillés[36].

### Août 1942
Le 11
- Suresnes (Hauts-de-Seine), forteresse du Mont-Valérien : 88 otages communistes y sont fusillés sur ordre de la Sipo-SD, en représailles à un attentat ayant tué 8 soldats de la Luftwaffe[37],[38].

### Septembre 1942
Le 21
116 militants communistes sont exécutés sur ordre de la Sipo-SD en représailles après plusieurs attentats :
- Suresnes (Hauts-de-Seine), forteresse du Mont-Valérien : 46 otages y sont fusillés[40] ;
- Martignas-sur-Jalle (Gironde), camp de Souge : 70 otages y sont fusillés[41].

### Octobre 1942
Le 5
- Paris 15e arrondissement, Stand de tir de Balard : 18 résistants FTP, dont Pierre Rebiere, y sont fusillés[42].

Le 27
- Avon-les-Roches (Indre-et-Loire), camp du Ruchard : 7 résistants FTP, dont Georges Bernard, y sont fusillés[36].

### Novembre 1942
Le 3
- Suresnes (Hauts-de-Seine), forteresse du Mont-Valérien : 6 hommes y sont fusillées (3 résistants communistes[43],[44],[45] et 3 détenus de droit commun[46],[47],[48]).

Le 24
- Suresnes (Hauts-de-Seine), forteresse du Mont-Valérien : 8 résistants FTP de la Seine y sont fusillés[49].

Le 27
- Suresnes (Hauts-de-Seine), forteresse du Mont-Valérien : 16 résistants du réseau de recherche de renseignements militaires « Georges France 31 », condamnés à mort pour espionnage, y sont fusillés[49].

### Décembre 1942
Le 30

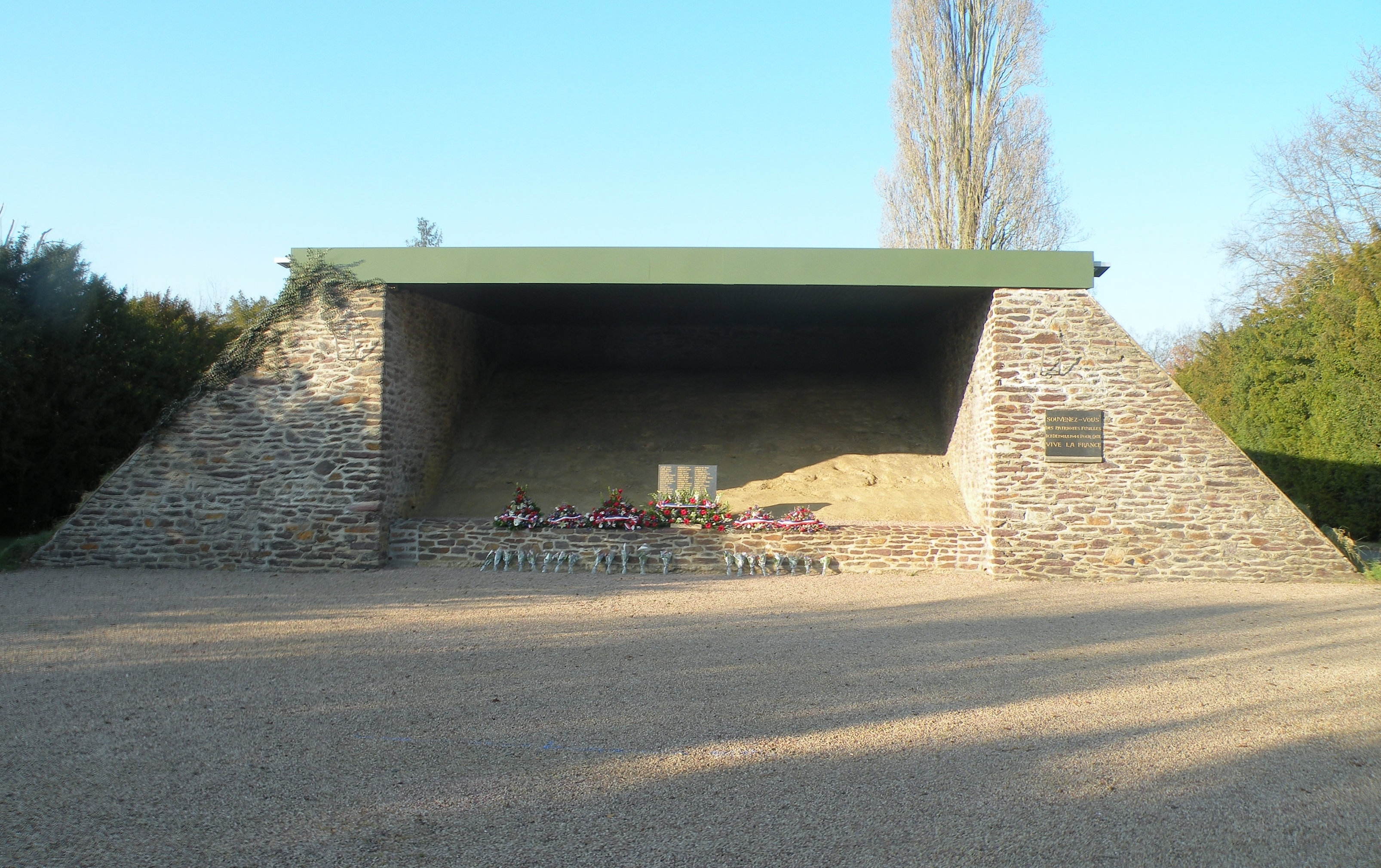
La butte de la Maltière.

- Saint-Jacques-de-la-Lande (Ille-et-Vilaine), stand de tir de la Maltière : 25 résistants communistes y sont fusillés[50].

### Janvier 1943
Le 29
- Nantes (Loire-Inférieure), champ de tir du Bêle : 9 résistants condamnés à mort y sont fusillés[51].

### Février 1943
Le 8
- Paris 15e arrondissement, Stand de tir de Balard : les cinq martyrs du lycée Buffon, étudiants et résistants, âgés de 17 à 20 ans, y sont fusillés par les Allemands après avoir été condamnés à mort pour actes de franc-tireur[52].
- Suresnes (Hauts-de-Seine), forteresse du Mont-Valérien : 11 résistants FTP du Nord y sont fusillés après leurs condamnations à mort pour actes de franc-tireur[52].

Les 12-13, 17 et 24
- Massacre de Ballersdorf (Haut-Rhin) : 18 hommes dont 9 Ballersdorfois, refusant leur incorporation de force dans l'armée allemande, décident de s'y soustraire en tentant de se rendre en Suisse la nuit de 12 au 13 février. Trois d'entre eux sont tués lors d'une échauffourée avec des garde-frontières allemands, un parvient à se cacher, les 14 autres sont arrêtés le lendemain.13 seront jugés sommairement et fusillés le 17 février 1943 à la sablière du camp de concentration de Natzweiler-Struthof, le quatorzième y est fusillé le 24, sans avoir été jugé.

### Août 1943
Le 4
- Thines (Ardèche), hameau de Tastevin : 6 maquisards et 3 civils, dont une femme de 90 ans, y sont massacrés par des soldats de la 715e division d’infanterie de la Wehrmacht[53],[54].

### Septembre 1943
Le 7
- Maisonnisses (Creuse), massacre du bois du Thouraud : sept maquisards réfractaires au STO sont abattus par les Allemands, sept autres et deux paysans sont déportés dans les camps dont six ne reviendront pas[55].

Le 17
- Suresnes (Hauts-de-Seine), forteresse du Mont-Valérien : 19 résistants FTP brestois y sont fusillés « pour avoir combattu les troupes allemandes d'occupation et commis contre elles de nombreux actes de sabotage à l'aide d'armes et d'explosifs dans le département du Finistère dans les rangs des FTPF »[56],[57].

Le 26
- Citadelle de Besançon (Doubs) : 16 résistants FTP du groupe Guy Mocquet, dont Henri Fertet, y sont fusillés après avoir été jugés par un tribunal militaire allemand[58].

### Octobre 1943
Le 13
- Singles (Puy-de-Dôme) : alors que le SD de Vichy compte neutraliser un groupe d'une quarantaine de maquisards de l'Armée secrète, un agriculteur est abattu, un habitant grièvement blessé, 5 personnes sont arrêtés, dont 4 sont ensuite déportés, parmi lesquels le maire, qui n'en reviendra pas[59].

### Novembre 1943
Le 15
- Sainte-Féréole (Corrèze), fermes de la Besse et du Treuil : 18 résistants de l'Armée secrète, dont Hirsch Trocki, y sont exécutés par des hommes du 28e SS Polizei Regiment « Todt » de Limoges, les fermes sont incendiées, plusieurs maquisards sont ensuite déportés[60],[61].

Le 17
- Camarade (Ariège) : 4 maquisards et 2 otages sont tués et brûlés à la ferme de Ponce[62].

### Décembre 1943
Le 26
- Massacre d'Habère-Lullin (Haute-Savoie) : environ 80 personnes, dont de jeunes réfractaires au STO, sont rassemblés dans le château lors d'un bal. Vers une heure du matin, les hommes de la 9e compagnie du 3e bataillon du 28e SS Polizei Regiment « Todt » d'Annemasse encerclent la demeure, massacrent 25 personnes et brûlent leurs corps, provoquant l'incendie du château ; 26 autres personnes sont arrêtés et conduit à l'hôtel Pax, parmi lesquelles 8 sont ensuite déportées[63],[64].

Le 27
- Lasserre (Haute-Garonne), forêt de Bouconne : François Verdier, chef régional du MUR, y est exécuté par la Gestapo de Toulouse, après 44 jours de sévices. Son corps est rendu méconnaissable après l'explosion d'une grenade[65].

Le 29
- Malleval (Isère) : après avoir cernée la commune, 1800 hommes du 157e régiment de montagne de la Werhmacht, accompagnés de miliciens, y tuent 42 personnes, dont 28 résistants du 6e BCA reconstitué, ainsi que des résistants du maquis FTP « des Belles ». 14 habitants y sont tués, 8 sont déportés, 5 ne reviendront pas des camps, le village est incendié[66],[67].

### Février 1944
Le 16

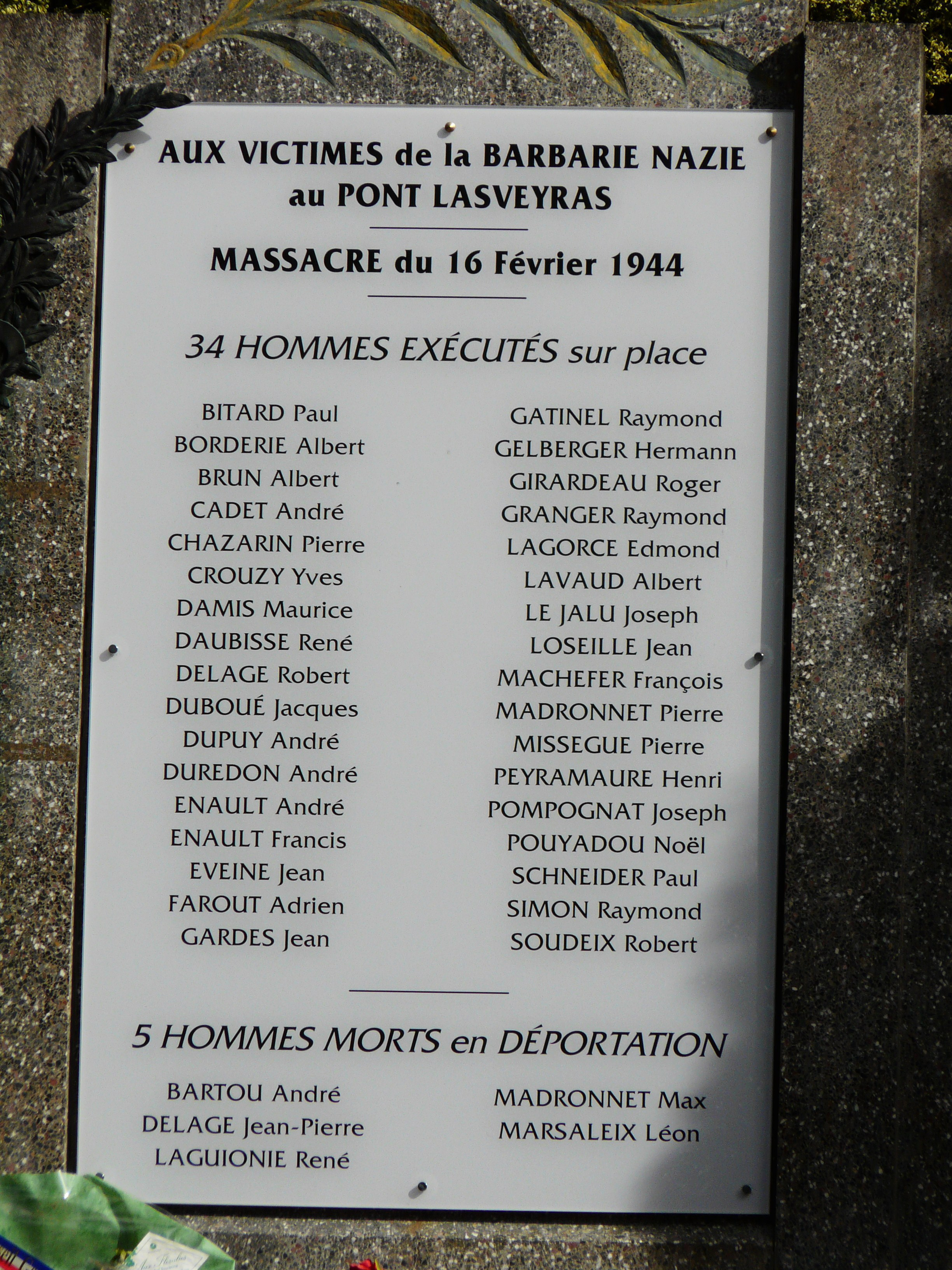
Mémorial du massacre du pont Lasveyras à Beyssenac.

- Beyssenac (Corrèze), moulin de la Papeterie : 34 jeunes réfractaires au STO  sont exécutés par des hommes du 28e SS Polizei Regiment « Todt » et des gestapistes français venus de Limoges ; 12 sont déportés, dont 5 ne reviendront pas. Le mémorial est situé au pont Lasveyras[68],[69].

Le 21
- Suresnes (Hauts-de-Seine), forteresse du Mont-Valérien :
  - Affaire de l'Affiche rouge : 22 résistants des FTP-MOI y sont fusillés ;
  - 3 lycéens, résistants de Saint-Brieuc (Côte-du-Nord) y sont aussi fusillés[70].

Le 22
- Izon-la-Bruisse/Eygalayes (Drôme) : 34 maquisards y sont faits prisonniers, puis sont assassinés par des hommes de la 8e compagnie du 3e régiment de la Panzergrenadier-Division Brandenburg accompagnés de miliciens. Bruno Razzoli, commandant du maquis d'Izon, est aussi interpellé le 22, alors qu'il se rend auprès de ses hommes pour les prévenir de l'arrivée des Allemands ; il est torturé puis est exécuté le 28 au lieu-dit la Geneste à Izon[71],[72].
- Annecy (Haute-Savoie), stand de tir : 8 résistants y sont fusillés par un peloton de GMR du groupement Bretagne ; le lendemain de leur condamnation par une cour martiale vichiste siégeant à Annecy[73],[74].

Le 26
- Thonon-les-Bains (Haute-Savoie), école hôtelière Savoie-Léman : 6 résistants y sont fusillés par un peloton de GMR, le lendemain de leur condamnation par une cour martiale vichiste siégeant dans l'enceinte de l'école, alors PC de la milice du Chablais[75],[74].

### Mars 1944
Le 8

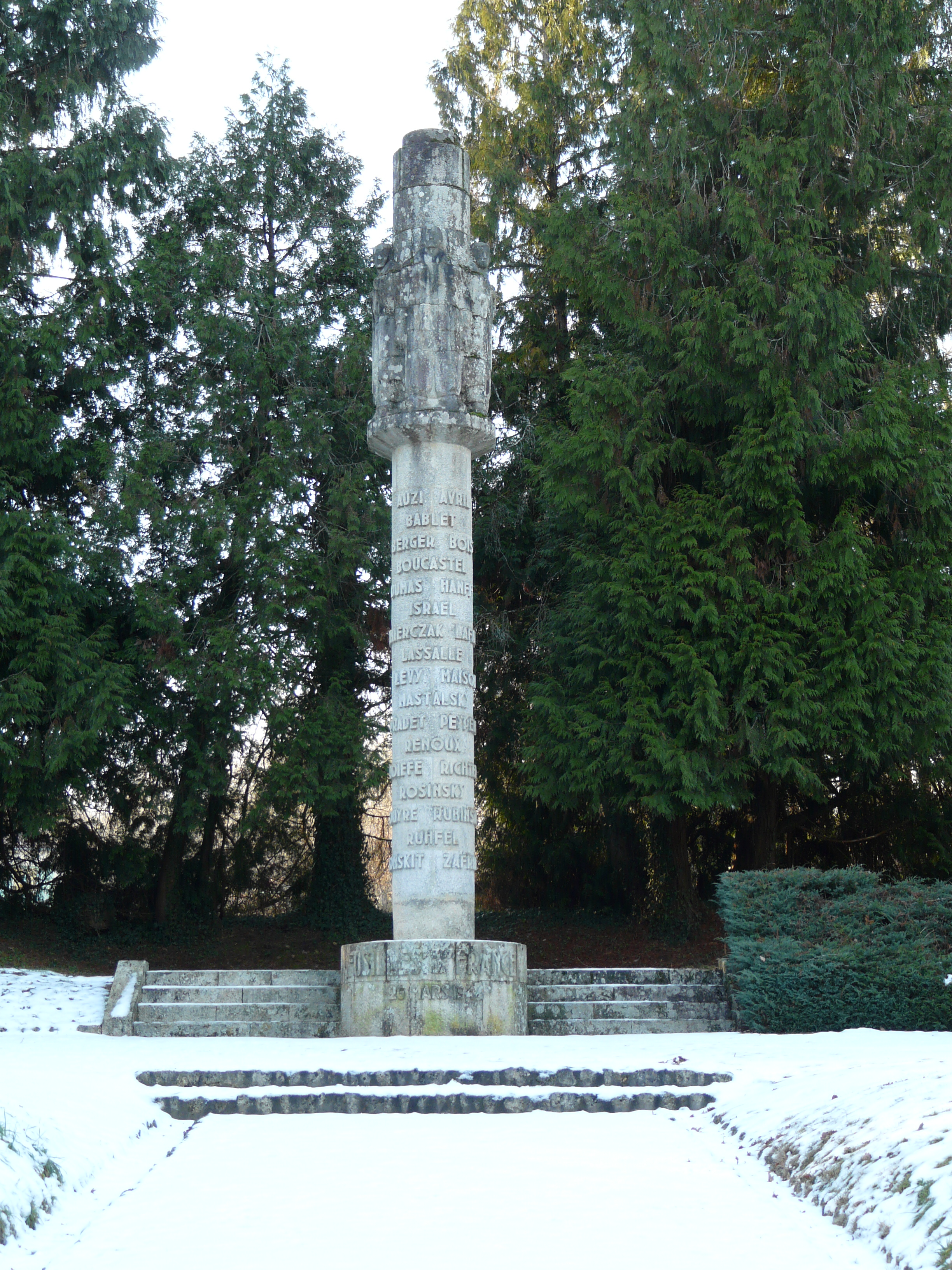
La stèle commémorative du champ des martyrs à Brantôme.

- Sevrier (Haute-Savoie), route du col de Leschaux : 5 résistants y sont fusillés par un peloton de GMR, après un jugement expéditif rendu la veille à Annecy par une cour martiale vichyste[76],[74] ;
- Toulaud (Ardèche), lieu-dit Juventin : 3 hommes : 2 habitants et un résistant FTPF, sont exécutés dans une ferme par un détachement de la Wehrmacht accompagné de miliciens[77],[78].

Le 20
- Sevrier (Haute-Savoie), route du col de Leschaux : 5 résistants y sont fusillés par un peloton de GMR, après un jugement expéditif rendu le jour même à Annecy par une cour martiale vichyste[79],[74]. Un autre résistant y est fusillé dans les mêmes conditions le 7 avril[80].

Le 26
Dordogne :
- Brantôme, lieu-dit la Besse des Courrières : 25 détenus de la prison de Limoges : 16 résistants, dont Georges Dumas et Georges Lassalle, ainsi que 9 Juifs, et un résistant du réseau Buckmaster résidant à Brantôme, sont abattus dans une carrière désaffectée, par un détachement de la phalange nord-africaine, Hilfspolizei de la division Brehmer ; ceci après l'exécution la veille de 2 officiers allemands et de leur chauffeur, tombés dans une embuscade[81],[82],[83]. Un réfugié juif de la commune est assassiné peu après par les sbires de Bonny et Lafont[84] ;
- Allemans, lieu-dit la Boucherie : des soldats de la division Brehmer y abattent un luthier de Ribérac et son métayer, puis incendient la ferme[85] ;
- La Jemaye : 
  - lieu-dit Chez Jean Gard : des soldats de la division Brehmer abattent un habitant et incendient sa ferme[86] ;
  - lieu-dit Beaume : des soldats de la division Brehmer font creuser sa tombe à un jeune résistant et l'abattent[87].
- Échourgnac : des soldats de la division Brehmer abattent une habitante et brûlent sa maison[88].
- Ribérac et Mussidan : les Allemands y prennent position ; le général Walter Brehmer installe même son quartier général à Ribérac. Ils sillonnent la forêt de la Double orientale et déclenchent des incendies pour débusquer les maquisards[89],[90].

Le 27
- Sainte-Marie-de-Chignac (Dordogne) : 25 autres détenus des prisons de Limoges et Périgueux, principalement des Juifs, sont fusillés au lieu-dit Rivières-Basses, par des membres du Sipo-SD[88]. Deux blessés parviennent à s'enfuir[91].

Le 31
- Rouffignac-Saint-Cernin-de-Reilhac (Dordogne) : le village est entièrement détruit, 3 hommes sont exécutés, 12 civils et 4 gendarmes (qui ne survivront pas) sont déportés en Allemagne[92].

### Avril 1944
Le 1er

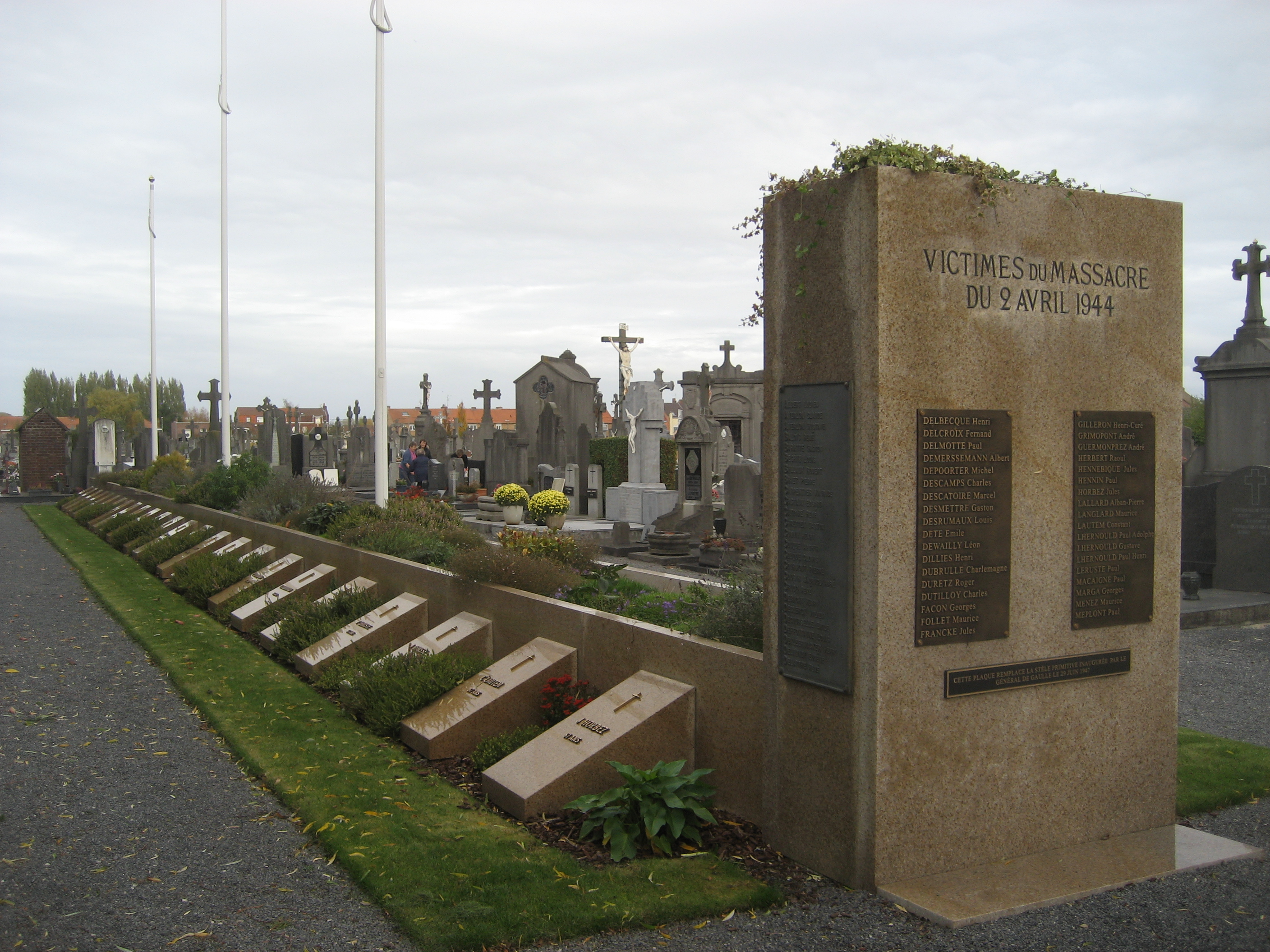
Tombes des massacrés dans le cimetière d'Ascq.

Après la deuxième embuscade de Cornil (Corrèze), les Nord-Africains de la Légion nord-africaine de Bonny-Lafont et les Allemands tirent à l'aveuglette, entrent dans les maisons du village de Cornil, les pillent et prennent une cinquantaine d'otages dont certains seront fusillés le lendemain.
Les 1er et 2
- Ascq (Nord) : 86 habitants sont fusillés par des hommes de la 12e Panzerdivision SS Hitlerjugend à la suite d’un acte de sabotage contre un train[93],[94].

Le 6
Corrèze :
- Tarnac : une compagnie d'une division allemande partant vers la Normandie fusille quatre Juifs[95].
- Bugeat : 4 habitants du village sont fusillés par des soldats allemands.

Le 20
- Dardilly (Rhône) : 6 hommes sont massacrés par les Allemands[96].

Le 30
- Aussonne en Haute-Garonne : meurtres et destructions[97].
- Cornebarrieu : meurtre[97].

### Mai 1944
Le 2

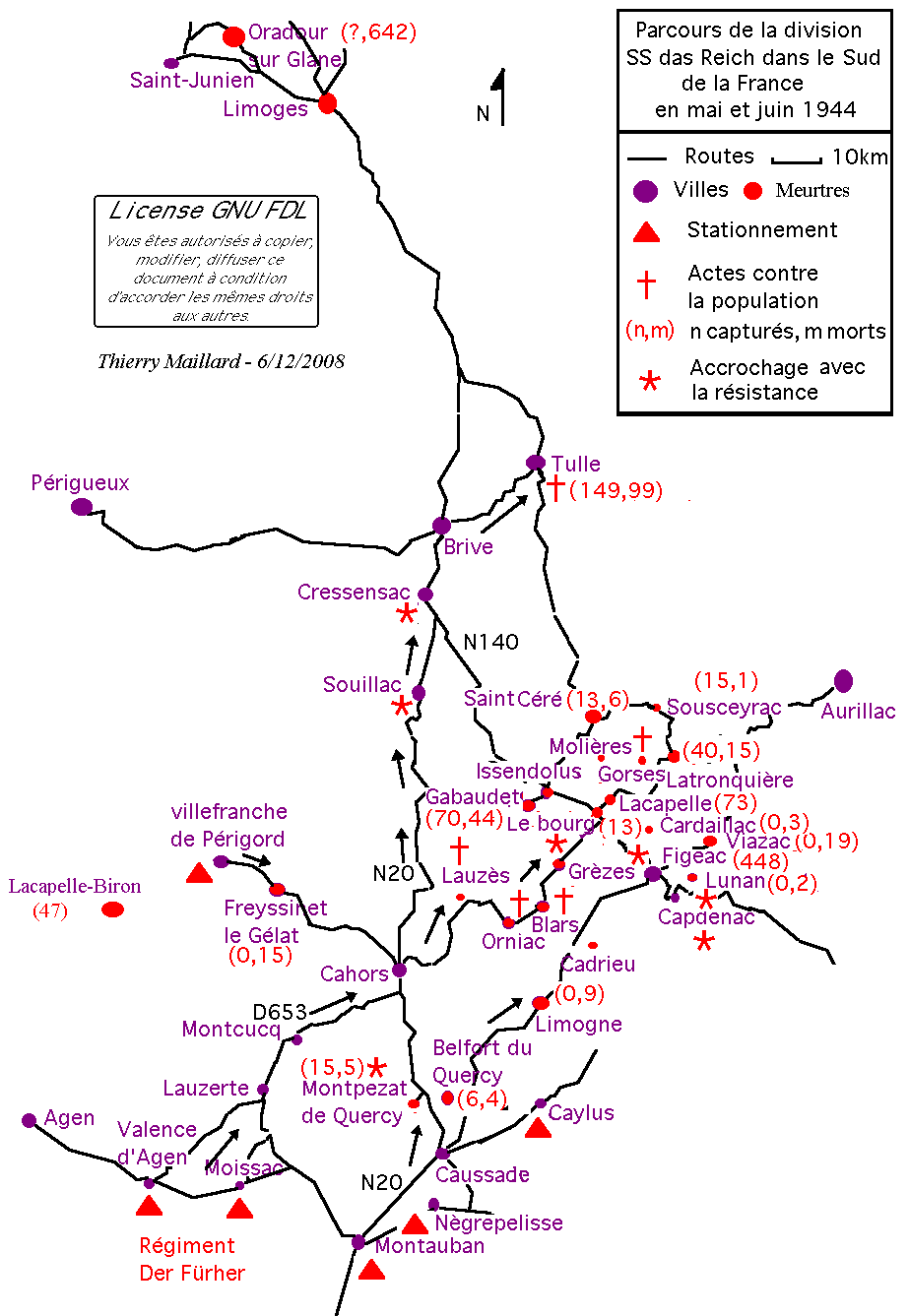
Parcours de la 2e panzerdivision SS Das Reich en mai et juin 1944.

- Montpezat-de-Quercy (Tarn-et-Garonne) : des membres de la 2e division SS Das Reich tuent 5 personnes et en déportent 15. Le village est pillé et incendié.

Le 4
- Annecy (Haute-Savoie) : 6 prisonniers sont fusillés après jugement de la cour martiale de Vichy[98].

Le 7
- Miremont (Haute-Garonne) : exécutions les 7, 9 et 14 mai, puis le 2 juin, par des membres de la 2e division SS Das Reich[97].

Le 8/9 mai
- Boves (Somme) : au bois de Gentelles, 8 résistants sont assassinés et inhumés dans une fosse commune retrouvée le 8 septembre 1944.

Les 11 et 12

#### Lot
- Lauzès, Orniac, Blars, Grèzes, Latronquière, Sousceyrac, Cardaillac, Gorses, Molières, Le Bourg, Lacapelle-Marival, Terrou, Saint-Céré, Figeac, Lunan et Saint-Félix : dans ce même département, les SS font plusieurs centaines de victimes et déportés.

Le 15
- Fouesnant (Finistère) : 15 hommes ; des résistants du groupe Vengeance, des FTPF, deux déserteurs russes de la Wehrmacht, sont fusillés par les Allemands dans le marais de Mousterlin. Deux autres exécutions ont lieu, l'une le 23 juillet, l'autre le 10 août[99].

Le 17
- Urau (Haute-Garonne) : meurtres et arrestations[97].

Le 21
- Frayssinet-le-Gélat (Lot) : 3 femmes sont pendues et 11 hommes fusillés par les SS.

Le 23
- Galié (Haute-Garonne) : meurtres et destructions[97].

Le 25
- Lantilly (Côte-d'Or) : 23 maquisards du groupe Henri Bourgogne sont exécutés sommairement par les Allemands[100]

Le 28
- Vaussujean (Saint-Sébastien, Creuse) : 7 résistants sont abattus et 3 autres (dont Victor Renaud) livrés à la Milice.

Le 31
- Saint-Jacques-de-la-Lande en Ille-et-Vilaine : 9 résistants sont fusillés à La Maltière[50].

### Juin 1944

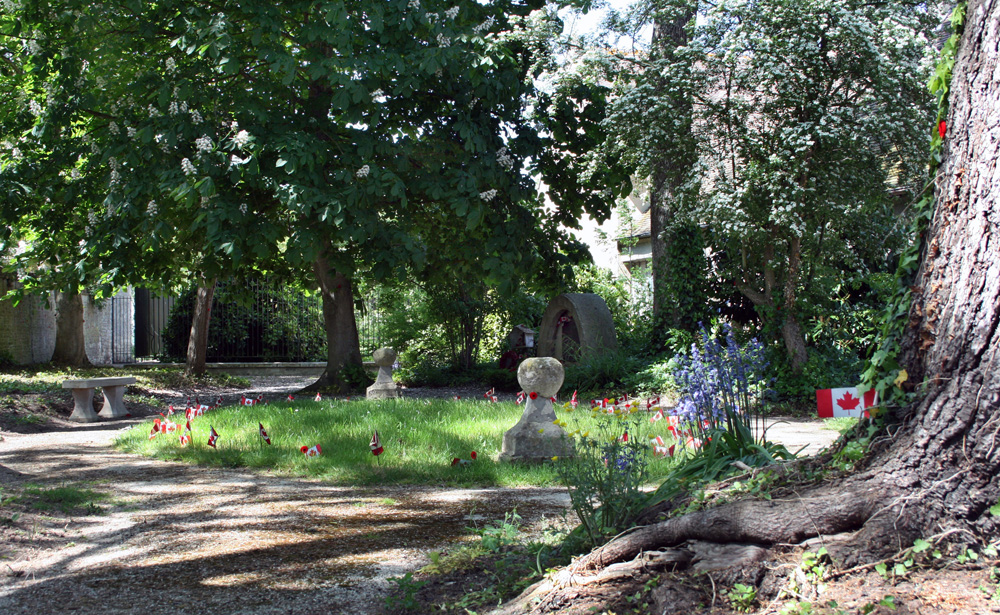
Le jardin du souvenir, où ont été tués les soldats canadiens à l'abbaye d'Ardenne.

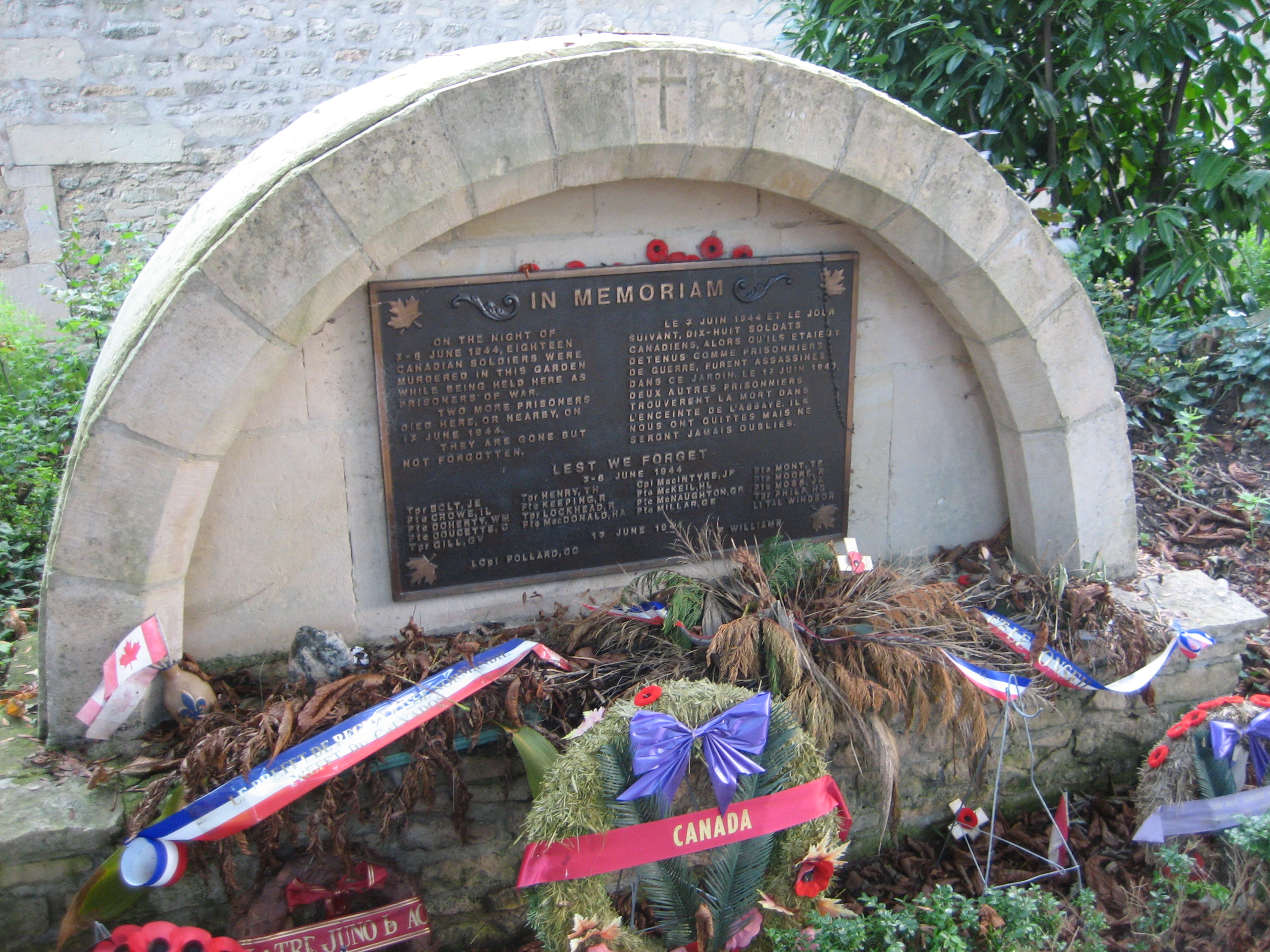
La plaque commémorative du massacre de l'abbaye d'Ardenne.

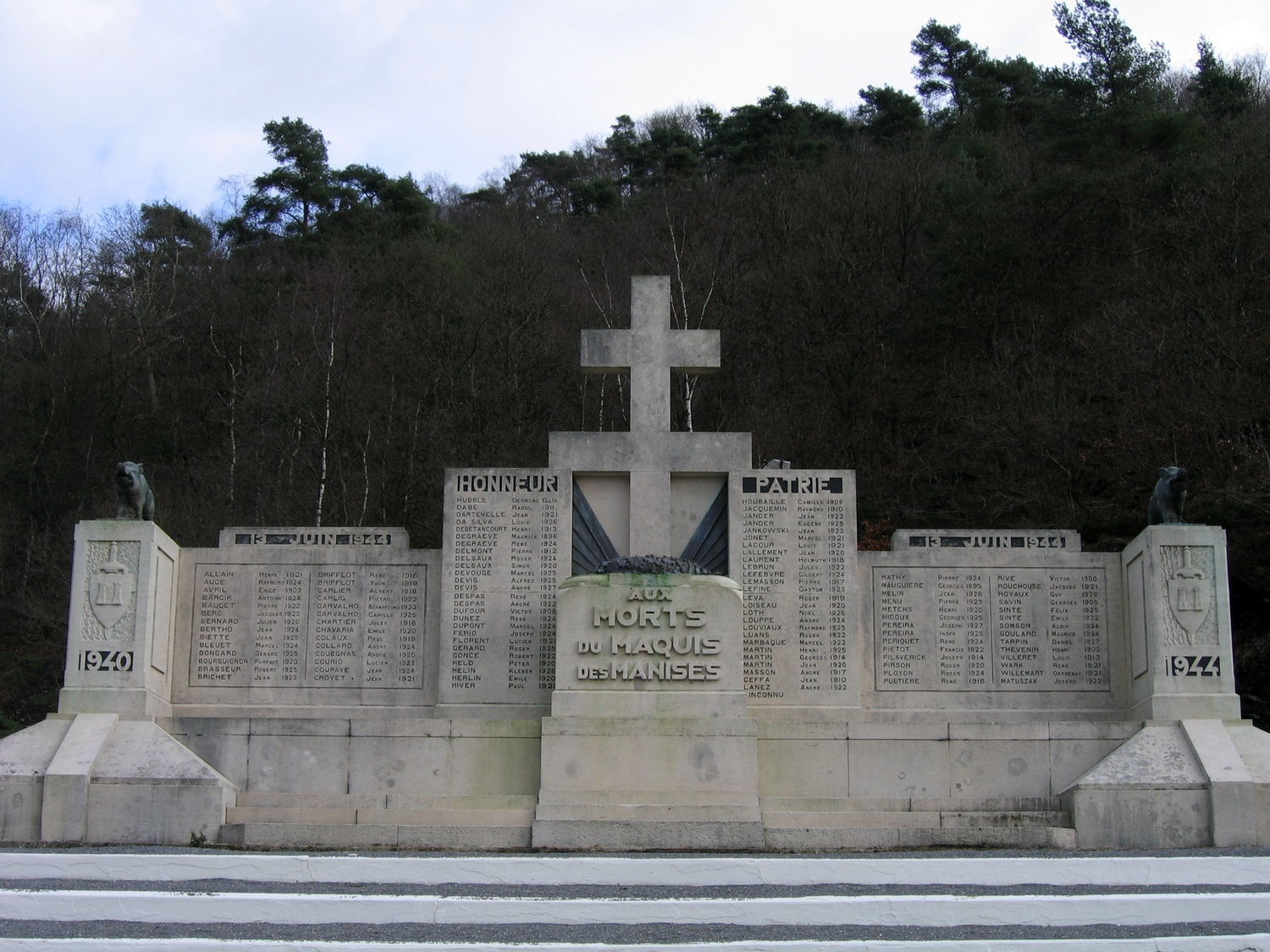
Monument aux fusillés des Manises à Revin.

Monument de Roussille, érigé sur le lieu de l'exécution du 16 juin 1944.

- Cadours (Haute-Garonne) : meurtre[97].

Le 1er
- Limogne-en-Quercy, Cadrieu et Frontenac (Lot) : 9 civils sont tués par les SS.

Le 2
- Pibrac (Haute-Garonne) : crimes de guerre le 2 puis le 11 juin[97].

Le 3
- Linac, Viazac et Bagnac-sur-Célé (Lot) : 19 habitants sont fusillés par les SS.
- Chaum (Haute-Garonne) : assassinat[97].

Le 5
- Ugine (Savoie) : les SS massacrent 28 habitants[101].

Le 6
- Hémevez (Manche) : 7 parachutistes américains capturés et désarmés sont fusillés par les militaires allemands[102]
- Fusillés de la prison de Caen : 87 prisonniers de la maison d’arrêt dont au moins une femme sont exécutés[103],[104].
- L'Épine (Marne) : 7 résistants condamnés à mort sont fusillés par les Allemands[105].

Le 7
- Castelculier (Lot-et-Garonne) : 2 résistants sont tués et 4 otages civils exécutés. Le château de Laclotte et la ferme de la famille Afflatet sont brûlés par les Allemands.
- Saint-Pierre-de-Clairac (Lot-et-Garonne) : 11 patriotes français sont fusillés et massacrés par la Gestapo d'Agen et des éléments de la 2e division SS Das Reich[106]
- Saint-Germain-la-Blanche-Herbe (Calvados) : 11 soldats canadiens prisonniers sont exécutés ce jour et 7 autres le lendemain dans les jardins du château de l'Abbaye d'Ardenne[107].
- Montpezat-de-Quercy (Tarn-et-Garonne) : 16 personnes tuées ou brûlées, 4 maisons et 16 fermes brûlées, 16 otages emmenés en Allemagne. Les soldats qui ont opéré sur la commune de Monpezat-de-Quercy étaient sous les ordres de la kommandantur S.S de Caussade no 59.544

Le 8
- Issendolus (Lot) : 44 personnes sont massacrées par les SS et 70 autres déportées.
- Montgueux (Aube) : 15 résistants sont fusillés par l'armée allemande au Trou de Chirac[108].
- Rennes : 32 résistants, dont 9 républicains espagnols, sont fusillés par les Allemands à la caserne du Colombier[109].
- Rouffilhac (Lot) et Carsac-Aillac (Dordogne) : 29 habitants dont des femmes et des enfants sont massacrés par les SS.
- Saint-Floxel (Manche) : un soldat tue 8 femmes et enfants cachés derrière un abreuvoir[110].
- Lamprat en Plounevézel (Finistère) : 9 jeunes résistants sont abattus ou pendus entre Plounévézel (Finistère) et St Caradec (Côtes d'Armor)[111]

Le 9
- Communay (Isère, Rhône) : 19 détenus de Montluc exécutés par les Allemands[112].
- Norrey-en-Bessin (Calvados) : une vingtaine de civils tués à coup de grenades[113].
- Bretenoux (Lot) : 20 civils dans la population et 18 résistants FFI de l'AS Corrèze. 2 civils seront aussi portés disparus.
- Tulle : 99 hommes sont pendus, puis, dans les jours qui suivent,149 sont déportés dans les camps de concentration nazis. Au total, l'action de membres de la 2e Panzerdivision SS Das Reich et du SD fait 213 victimes[114].
- Argenton-sur-Creuse (Indre) : 56 habitants dont des femmes et des enfants, et des membres des FFI sont massacrés dans les rues en fin d’après-midi par des membres d'une compagnie du régiment Der Führer de la 2e Panzerdivision SS Das Reich ; onze sont fusillés le lendemain[115],[116].
- Janaillat (Creuse) : 31 jeunes maquisards sont exécutés au lieu-dit Poteau de Combeauvert par un bataillon du 4e régiment de Panzergrenadier Der Führer appartenant à la 2e Panzerdivision Das Reich[117].
- Malpas de Sadroc (Corrèze) : un père de famille est tué par des SS de la 2e Panzerdivision Das Reich dans sa maison familiale, celle-ci qui fut par la suite incendiée.

Le 10
- Oradour-sur-Glane (Haute-Vienne) : 643 habitants, dont 247 enfants, sont abattus ou brûlés vifs par les hommes du 1er bataillon du 4e régiment Der Führer de la 2e Panzerdivision SS Das Reich[118].
- La Motte-Saint-Jean, hameau de La Varenne, Saône-et-Loire : arrêt d'un train blindé transportant des troupes de l'Afrikakorps à quelques mètres d'un engin explosif ; tirs de maquisards depuis le coteau surplombant la voie : destruction du hameau avec des grenades incendiaires, mort de cinq hommes fusillés, massacre et pillages arrêtés par l'intervention de la gendarmerie de Digoin aidée par la Feldgendarmerie[119].
- Limoges : 14 soldats et civils français sont tués dans une carrière au Malabre.
- Villiers-le-Duc (Côte-d'Or) : 37 maquisards fusillés par les troupes nazies, en forêt domaniale de Châtillon-sur-Seine.
- Issoudun (Indre) : 11 personnes sont tuées.
- Marsoulas et Mazères-sur-Salat (Haute-Garonne) : 32 civils dont 6 femmes et 12 enfants sont tués par les SS de la 10eme compagnie du régiment Deutschland (basé à Venerque) de la division Das Reich[120].
- Betchat (Ariège) : deux civils sont tués, un FFI fait prisonnier est exécuté, plusieurs maisons sont incendiées le 10 et dans les jours suivants
- Bagnères-de-Bigorre, Pouzac et Trébons (Hautes-Pyrénées) : du 10 au 12 juin, 57 habitants, dont des femmes et des enfants, sont massacrés par un bataillon du régiment Deutschland de la 2e Panzerdivision SS Das Reich[116].
- Mont-Mouchet (Haute-Loire) : les 10 et 11 juin, environ 100 civils et 238 résistants sont tués par les troupes nazies.
- Ussel : 47 jeunes résistants sont abattus, les blessés étant achevés.
- Ruynes-en-Margeride, Clavières (Cantal) : 36 civils sont victimes des troupes d'un Sicherungsbataillon de la Wehrmacht et du 19e SS-Polizieregiment[121].
- Laffite-Toupière (Haute-Garonne) : assassinat commis par des éléments de la 2e Panzerdivision SS Das Reich[97].
- Martres-Tolosane (Haute-Garonne) : exécutions et massacres le 10 juin commis par des éléments de la 2e Panzerdivision SS Das Reich puis nouveaux assassinats les 8 et 18 août[97].
- Saint-Michel (Haute-Garonne) : crimes de guerre, exécutions commis par des éléments de la 2e Panzerdivision SS Das Reich[97].
- la Ferté-Saint-Aubin et Marcilly-en-Villette (Loiret) : La Gestapo fusille 17 jeunes étudiants parisiens tentant de rejoindre le maquis puis un deuxième groupe de 13 résistants, puis encore 12. Le lendemain le propriétaire du château de Marcilly et 12 jeunes sont envoyés à Dachau ; 8 sont morts en déportation. La Gestapo envoya aussi 6 habitants de Ligny-le-Ribault en camps de concentration et deux y moururent[122].
- Mary (Saône-et-Loire) : 10 civils fusillés, trois maquisards tués et trois civils déportés à la suite de l'attaque allemande contre le maquis du Mont-Saint-Vincent qui tourna en faveur de la Résistance[123],[124].

Le 11
- Mussidan (Dordogne) : . Des Francs-tireurs et partisans attaquent et détruisent un train de protection allemand en gare de Mussidan. Lors du combat, huit maquisards et le chef de train sont tués. Au même moment, se produit un accrochage avec un convoi de la puissante 11e Panzerdivision de la Wehrmacht en provenance de Bordeaux. Par mesure de représailles, un détachement de la Sipo-SD (communément appelée la « Gestapo ») de Périgueux dirigée par le sous-lieutenant Michaël Hambrecht, renforcé par un peloton de la Phalange nord-africaine dite « SS Mohamed » de la bande Bonny-Lafont, dont Alexandre Villaplane (1905-1944), responsable d'une des cinq sections de la Brigade nord-africaine et ancien capitaine de l'équipe de France de football à la Coupe du monde de 1930 en Uruguay, procède à l'arrestation de 350 hommes de plus de seize ans de la ville et des alentours. La ville est pillée par les Nord-Africains. Dans la soirée, 47 civils sont fusillés à proximité de la mairie ; cinq autres sont massacrés dans la rue, parmi lesquels Raoul Grassin, le maire de la commune, et un conseiller. Huit garçons ont moins de 18 ans.
- Orville (Indre) : 10 habitants sont fusillés.
- Fusillés de Saint-Julien-du-Verdon (Basses-Alpes) : 11 résistants sont fusillés par la Gestapo.
- Rostrenen (Côtes-d'Armor) : 2 otages pendus dans le bourg.
- Graignes (Manche) : entre le 11 et le 30 juin 1944, après le débarquement allié, des éléments de la 17e SS-Panzergrenadier-Division Götz von Berlichingen ont perpétré des crimes de guerre sur des civils et des prisonniers américains : 32 habitants de la commune et 34 Américains sont assassinés[125].
- Dun-le-Poëlier (Indre) et Graçay (Cher) : attaque des maquis à Dun-le-Poëlier, où onze maisons sont incendiées et une vingtaine de Français tués, civils et maquisards, à Dun-le-Poëlier et Graçay[126]

Le 12
- Valréas (Vaucluse) : des membres du groupe de combat Unger de la 9e division blindée de la Wehrmacht[121] tuent 26 civils et 27 résistants alignés devant un mur, avenue Foch.
- Taulignan (Drôme) avant d'arriver à Valréas des éléments de la 9e division blindée traversent Taulignan, tuent douze personnes (civils et résistants) et en arrêtent quatre qui seront fusillés les jours suivant, le 16 juin à Saint-Didier-de-Formans (Ain), le 17 juin à Saint-Laurent-de-Mure (Isère) et le 18 juin à Roche (Isère).
- Jeu-les-Bois (Indre) : 17 hommes sont tués.
- Murat (Cantal) : quatre otages sont fusillés sur le bord de la route, par le SS Hugo Geissler, qui sera mitraillé, en représailles, par des maquisards.
- Saint-Lys, Bonrepos-sur-Aussonnelle et Saiguède (Haute-Garonne) : 9 maquisards sont tués et 12 civils exécutés par des unités de la 2e division SS Das Reich[127].
- Lormes (Nièvre) : huit otages civils fusillés à la suite de l'attaque d'un convoi allemand qui traversait la ville.
- Neuilly (commune de Cersot, Saône-et-Loire) : 3 civils et 9 maquisards sont fusillés.

Le 13
- Revin (Ardennes) : 105 résistants capturés après l'encerclement du maquis des Manises (encadré par Jacques Pâris de Bollardière) sont exécutés[128].
- Plestan (Côtes-d'Armor) : 31 otages dont 7 Nord-Africains sont abattus par la Gestapo et la Feldgendarmerie dans le bois de Boudan.

Le 14
- Houeillès (Lot-et-Garonne) : bombardement du village par trois avions allemands tuant 2 personnes dont une femme.

Le 15
- Rieumes (Haute-Garonne) : meurtre[97].
- Vieugy (Haute-Savoie) : 15 maquisards et civils sont exécutés[98].

Le 16
- Lannion (Côtes-d'Armor) : plusieurs exécutions de maquisards (11 exécutions le 16 juin ; 7 le 3 juillet ; 6 le 6 juillet).
- Monbalen (Lot-et-Garonne) : 7 personnes sont torturées et fusillées par la Gestapo d'Agen et des éléments de la 2e division SS Das Reich[129].
- Saint-Didier-de-Formans (Ain) : vingt-huit résistants dont l'historien Marc Bloch et Lucien Bonnet sont fusillés par la Gestapo et la Milice. Ils sont conduits en pleine nuit depuis la prison Montluc à Lyon jusque dans un champ avoisinant le lieu-dit Roussille[130].

Le 17
- Saint-Laurent-de-Mure (Rhône) : 10 résistants fusillés.

Le 18
- Domsure (Ain) : 12 résistants fusillés : Boully Roger, Fusiller Georges, Gavard Marcel, Guillemet Marcel, Guillot Auguste, Noblesse Claude, Picard Marcel, Perroche Bernard, Baboulaz Robert et 3 autres non identifiés. Ils étaient détenus à la prison de Lons-le-Saunier[131].
- Vieugy : 10 maquisards et civils sont exécutés[98].
- Roche (Isère) : 20 résistants fusillés.

Le 19
- Caserne Daumesnil (Périgueux, Dordogne) : 4 fusillés.

Le 20
- Houeillès : 5 civils et 2 résistants alsaciens (Léon Krepper et Léon Richer) sont abattus.
- Coussay-les-Bois (Vienne) : trois jeunes de Coussay sont fusillés par les SS en représailles d'une attaque d’un convoi allemand[132].

Le 21
- Mouleydier (Dordogne) : le village est pillé et incendié par les SS ; 22 maquisards sont fusillés.
- Boulogne-sur-Gesse : meurtres le 21 juin puis le 17 août[97].

Le 23

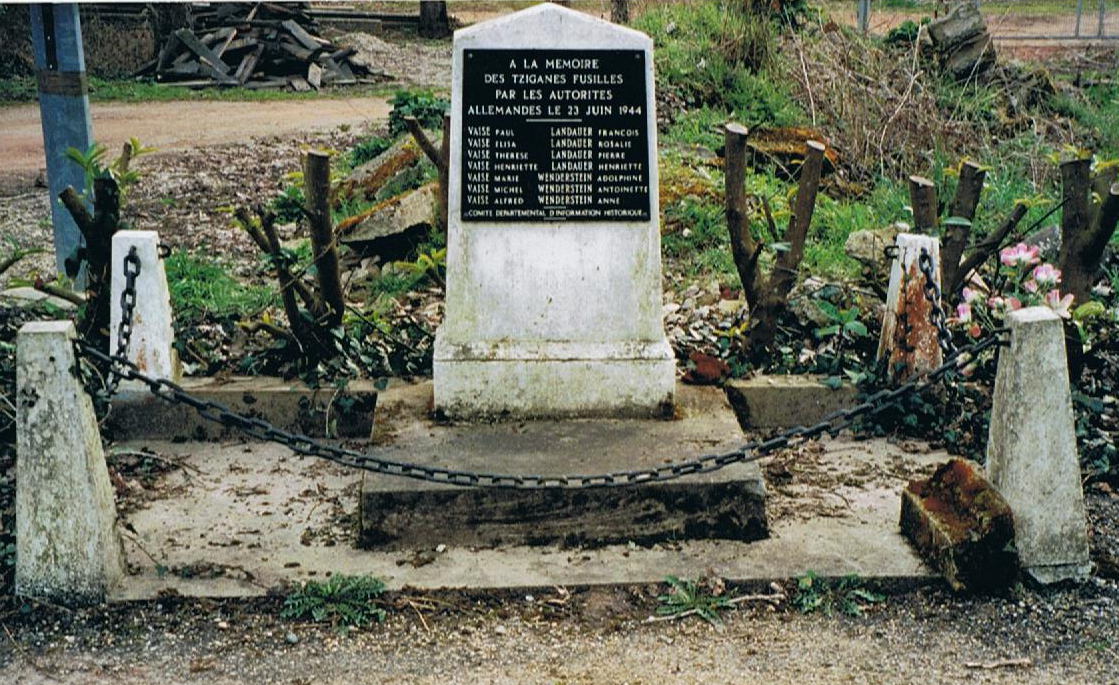
Stèle commémorative du massacre des Tziganes à Saint Sixte.

- Dunes (Tarn-et-Garonne) : à la suite d'une dénonciation les SS pendent 12 personnes et en abattent quatre autres.
- Saint-Sixte (Lot-et-Garonne) : trois familles tziganes, soit 14 personnes, sont assassinées à 5 h du matin par l'unité SS de Valence d'Agen.
- Saint-Jacques-de-la-Lande : 10 résistants, en majorité des FTP, sont fusillés à La Maltière[50].

Le 24
- Murat : en représailles à l'exécution de Hugo Geissler, 115 Muratais sont raflés et déportés à Neuengamme par la Légion des Tatars de la Volga de la Brigade Jesser.

Le 25
- Thauvenay (Cher) : 16 civils, dont 6 jeunes et un enfant de sept ans, sont abattus et vingt-trois habitations incendiées[133].
- Lesponne (Hautes-Pyrénées) : 6 habitants du hameau, dont une femme infirme, sont abattus par les hommes appartenant à une colonne de la 2e division SS Das Reich[134].

Le 26

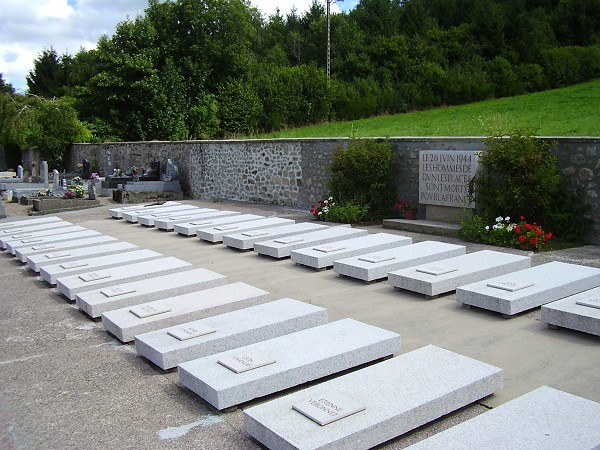
Le mémorial des victimes du 26 juin 1944 au cimetière de Dun-les-Places.

- Dun-les-Places (Nièvre) : 27 civils sont tués par les SS. Les maisons sont ensuite pillées et incendiées les 27 et 28 juin.

Le 27
- Castelmaurou (Haute-Garonne) : assassinats le 27 juin puis le 16 juillet[97].
- Saint-Sauvant : 27 maquisards qui viennent d'être faits prisonniers par des soldats allemands et des miliciens, sont exécutés[135].

Le 28
Haute-Garonne :
- Villemur-sur-Tarn : meurtres, incendies, pillages et crimes de guerre le 28 juin, puis le 1, 3, 7, 20, 21, 24, et 27 juillet et le 20 et 21 août[97].
- La Magdelaine-sur-Tarn : meurtre[97].
- Le Born : meurtres[97].
- Montastruc-la-Conseillère : crimes de guerre[97].

Le 30
- Saint-Jacques-de-la-Lande : 21 résistants, dont des membres des Corps Francs Vengeance du Morbihan et des FTP, sont fusillés à La Maltière[50].

### Juillet 1944
Le 1er}
- Toulouse (Haute-Garonne) : meurtres au cours du mois de juillet et le 22 août[97].
- Donzy (Nièvre) : 8 civils tués selon le monument commémoratif.

Le 2
- Muret (Haute-Garonne) : meurtres le 2, puis le 6 et le 8[97].

Le 3
- Estang (Gers) : neuf fusillés à la suite des représailles d'un accrochage avec le maquis (les Allemands ayant perdu neuf soldats au cours du combat).

Le 5
- Balleray : incendie du hameau d'Ariot et 6 civils assassinés après un parachutage dans la nuit précédente.
- Le Cheylard (Ardèche): la Wehrmacht tue entre 30 et 50 civils lors d’une opération contre un centre de résistance.

Le 6
- Bazus : assassinats, incendies et vols, le 6, 7 et 15 juillet puis le 20 et 21 août[97].
- Bessières : crimes de guerre[97].

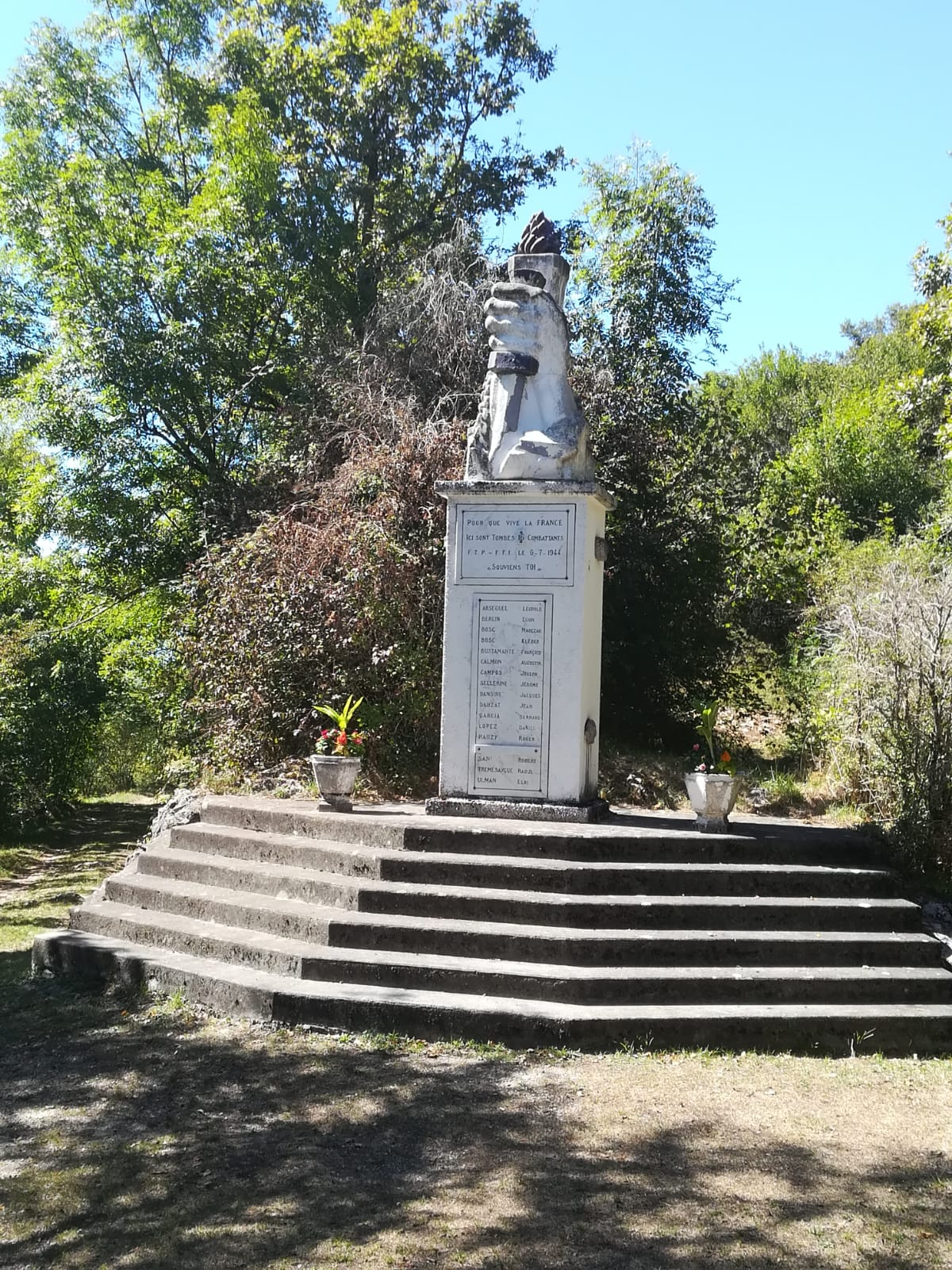
Mémorial des victimes du 6 juillet 1944 au lieu-dit Coulzonne, à Roquefixade.

- Mémorial des victimes du 6 juillet 1944 au lieu-dit Coulzonne, à Roquefixade.Roquefixade (Ariège) : 11 maquisards tués près du hameau de Coulzonne.

Le 7
- Meilhan (Gers) : une colonne de la Wehrmacht (plusieurs centaines d'hommes) attaque par surprise à l'aube le maquis de Meilhan (environ 90 hommes). Après 3 heures de combat inégal, tous les survivants (même blessés) sont torturés et assassinés. Le massacre n'est pas fini : les Allemands raflent 4 hommes (qui n'étaient pas maquisards) dans des fermes voisines et les exécutent. Sur le chemin du retour à Lannemezan, les SS capturent et exécutent 3 autres hommes. Des maquisards de Meilhan, seuls 16 sont parvenus à s'échapper, 76 ont été assassinés[136].
- Saint-Sauvant (Vienne) : 30 SAS de l’opération Bulbasket et un pilote de l’US Air Force, prisonniers de guerre, sont fusillés par la Wehrmacht dans la forêt de Saint-Sauvant, à l’aube.
- Broualan (Ille-et-Vilaine) : 4 habitants sont tués ou mortellement blessés par des miliciens[137].
- Saint-Rémy-du-Plain : 8 hommes du maquis de Broualan sont torturés puis abattus à la mitraillette par des miliciens[138],[137].
- Roquefixade (Ariège) : 5 maquisards tués par encerclement du village et à la suite des événements de la veille.

Le 8
- Portes-lès-Valence (Drôme) : 32 personnes sont fusillées.
- Magnac-Laval (Haute-Vienne) : 19 personnes sont massacrées par des miliciens.

Le 9
- Ramonville-Saint-Agne (Haute-Garonne) : assassinats[97].
- Bourg-Lastic (Puy-de-Dôme) : 1 otage civil sommairement exécuté à l'arrivée d'éléments de la brigade Jesser dans le village en soirée pour y préparer une expédition punitive.

Le 10
- Capvern (Hautes-Pyrénées) : après la bataille de Payolle, 5 maquisards sont faits prisonniers par les Allemands ; les corps horriblement mutilés de 3 d'entre-eux y sont retrouvés le 12[139],[140].
- Bélâbre (Indre) : 46 hommes dont plusieurs maquisards de Chauvigny (Vienne) sont massacrés.
- Montréjeau (Haute-Garonne) : meurtres le 10 juillet puis le 7 août[97].
- Ploumagoar (Côtes-d'Armor) : 17 résistants sont fusillés dans le bois de Malaunay, dont l'abbé Fleury, Jean Métairie, les responsables briochins du mouvement Défense de la France. Certains d’entre eux ont été enterrés vivants.

Le 11

#### Jura
- Dompierre-sur-Mont : 22 habitants sont fusillés.
- Charchilla : 16 habitants sont fusillés.

Le 12
- Plumelec (Morbihan) : 6 parachutistes SAS français, 8 maquisards et 3 paysans sont fusillés sommairement au village de Kerihuel[141].
- Azieu de Genas (Rhône), au lieu-dit Bouvaret : 22 détenus de la Prison Montluc[142] sont fusillés dans des champs du quartier d'Azieu.
- Toussieu (Isère, Rhône) : 28 détenus de la prison de Montluc[143].

Du 12 au 22
- Dortan : 36 habitants de Dortan et d’Oyonnax sont tués ; des habitants et des résistants sont torturés au château de Dortan ; des femmes sont violées. Le village est totalement incendié par la Wehrmacht.

Le 14
- Marcy : le 14 juillet 1944, au cours d'un accrochage avec la brigade Jesser, trois résistants (Henri Cayet, Pierre Orluc, Auguste Stein) de la 238e compagnie FTPF trouvent la mort à Marcy et six autres sont déportés. Avant de partir, les nazis incendient le village.
- Saucats (Gironde) : 13 résistants installés dans La ferme de Richemont sont encerclés et massacrés au canon par une cinquantaine de miliciens et une quarantaine d'Allemands de divers corps de Bordeaux (Douaniers, SD et Gendarmerie) appuyés par une colonne d'artillerie. Un quatorzième résistant sera fusillé au fort du Hâ. Ils avaient entre 17 et 23 ans.
- L'Hermitage-Lorge (Côtes-d'Armor) : massacre de 36 résistants et otages, pendus ou fusillés par la Wehrmacht. Au total, 55 corps seront extraits du charnier de la Butte-Rouge. Les corps portaient pour la plupart des marques de torture.

Le 15
- Bourg-Lastic (Puy-de-Dôme) : une colonne Jesser fait 23 fusillés, 28 déportés.
- Veyrières (Corrèze) : des membres du Sicherheitsdienst impliqués dans les exécutions de Bourg-Lastic le même jour à l'aube, assassinent 3 résistants corréziens (balles dans le dos).
- Alleyrat et La Rochette (Creuse) situés à quelques kilomètres au nord d’Aubusson sont incendiés par le groupement Coqui.

Le 16
- Vieugy : 8 maquisards et civils sont exécutés[98].
- Plougonver : Massacre de Garzonval, sept jeunes résistants victimes d'une rafle allemande à Saint-Nicolas-du-Pélem sont exécutés le 16 juillet 1944 au village de Garzonval en Plougonver.

Le 18
- Signes (Var) : 29 résistants, principalement de Marseille, mais aussi des Basses-Alpes ou du Var, sont fusillés et enterrés, certains encore vivants, dans un vallon dénommé aujourd'hui Vallon des fusillés, entre le Camp et Signes dans le Var. Ces résistants, la plupart responsables régionaux (comme le colonel Robert Rossi), avaient été arrêtés à la suite d'une trahison (rapport Antoine) et torturés au siège de la Gestapo de Marseille[144]. Le Charnier de Signes, devenu nécropole nationale, ne sera découvert qu'après la Libération.

Le 19
- Châtillon-d'Azergues (Rhône), 21 détenus de la prison de Montluc sont exécutés par les Allemands.

Le 20
- Vif (Isère) : en représailles à une embuscade, les Allemands exécutent 11 otages.
- Cormelles-le-Royal (Calvados) : les six membres d'une famille ayant décidé de rentrer chez eux malgré l'ordre d'évacuation allemand sont retrouvés et fusillés par les SS[145].

Le 21
- Vassieux-en-Vercors (Drôme) : 82 habitants dont des femmes, des enfants et des vieillards, et 120 combattants des FFI, sont massacrés et le village est détruit à 97 %.
- Seyssinet-Pariset (Isère) : 10 Polonais et Français, raflés à Grenoble par la milice et la Gestapo, sont fusillés[146].

Le 22
- Saint-Sozy (Souillac, Lot) : 8 résistants FFI pris en embuscade et abattus par la division SS das Reich.

Le 23
- Saint-Gingolph (Haute-Savoie) : six otages dont l'abbé Louis Rossillon sont fusillés.

Le 24
- Savigny-en-Septaine (Cher), Tragédie des Puits de Guerry: 1er massacre sur trois. 26 hommes réfugiés juifs d'Alsace-Lorraine, jetés un à un vivants dans un puits et écrasés sous des pierres[147]. Un seul survivra.

Le 25
- Saint-Germain-d'Esteuil[148] (Gironde) : 3000 Allemands attaquent une centaine de FFI du maquis de Vigne Oudide. Une quarantaine de résistants sont tués sur place, certains, faits prisonniers, sont torturés et exécutés. Plusieurs témoignages font état d'exécutions sommaires d'habitants le lendemain dans le village de Liard par les troupes allemandes.

Le 26
- Savigny-en-Septaine (Cher), Tragédie des Puits de Guerry: 2e massacre sur trois. 3 hommes sont assassinés, jetés dans un second puits de la ferme.

- Bayons (Basses-Alpes) : 21 résistants et 3 adolescents sont assassinés.

Le 27
- Saligney (Jura) : La Wehrmacht, composée ce jour d'un détachement de Cosaques, sur des renseignements précis obtenus par des interrogatoires de la Gestapo, entoure le Mont Vassange près de Saligney (39) au petit matin pour piéger les membres du groupe Panthère de la résistance Franc-Comtoise dirigés par le lieutenant Mercier. Sur une quarantaine de résistants présents, 22 sont capturés, exécutés et pour la plupart mutilés[149]. Ce massacre a créé un grand émoi lorsque l'on sait que sur les 22 victimes, 16 avaient entre 17 et 22 ans[150].
- Saint-Germain-du-Salembre (Dordogne) : 29 maquisards et la quasi-totalité des habitants du hameau d'Espinasse sont massacrés par les Allemands.
- Grotte de la Luire (Drôme) : 35 blessés du maquis du Vercors sont assassinés.
- La Chapelle-en-Vercors : Le village est incendié et bombardé par l'armée allemande. Seize jeunes otages sont exécutés dans la cour d'une ferme (qui s'appelle aujourd'hui la Cour des Fusillés).
- Lyon : la Gestapo fusille 5 résistants place Bellecour.
- Chard (Creuse) : le village est attaqué par le groupement Coqui qui tue 6 FFI et fait 17 prisonniers qu’il fusille et achève.
- Roussines (Creuse) : Les résistants du maquis sont encerclés par la brigade Jesser : 23 maquisards sont exécutés, certains en déportation[151]'[152] ;
- Gargilesse-Dampierre (Indre) : une compagnie de la colonne Stenger massacre 12 résistants et civils[153].

Le 28
Haute-Garonne
- Auterive : meurtre[97].
- Rouffiac-Tolosan : meurtres[97].

Le 30
- Esvres-sur-Indre : Rafle du Château de Vaux-Esvres sur Indre.

Le 31
- Bellegarde-Sainte-Marie (Haute-Garonne) : assassinats et destructions[97].

### Août 1944

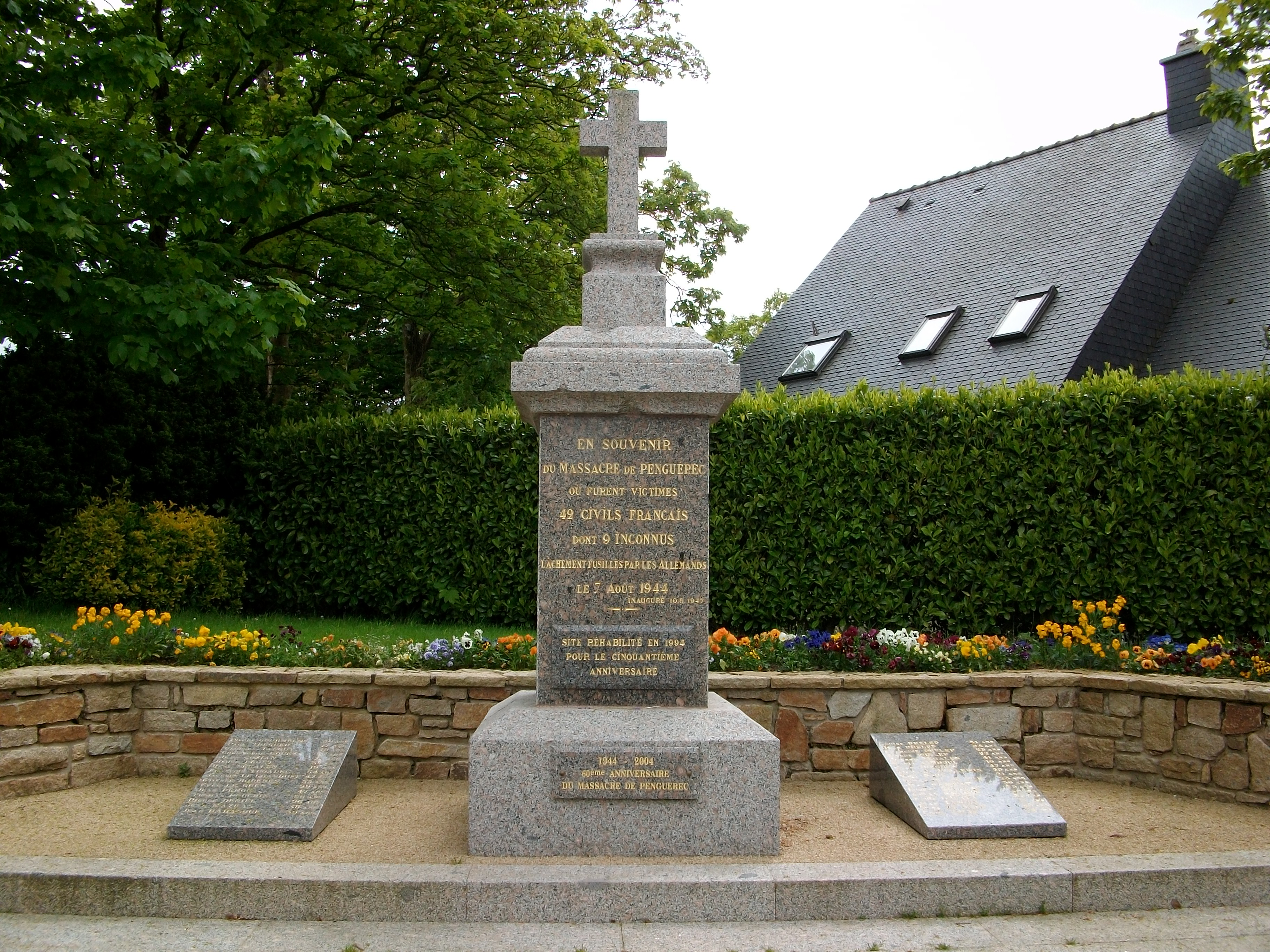
Monument commémoratif du massacre de Penguerec.

Le 1
- Bourg-Lastic (Puy-de-Dôme)

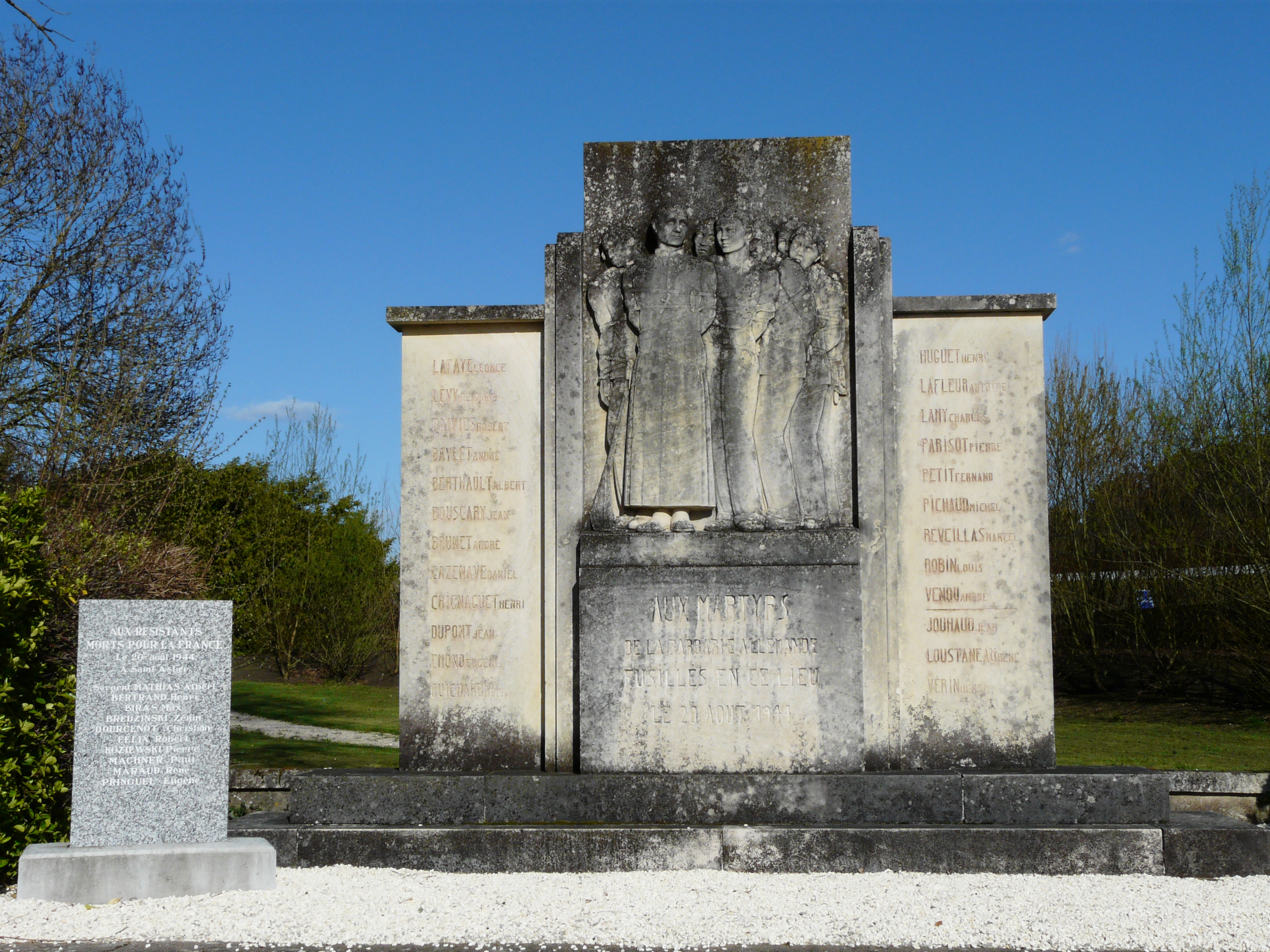
Mémorial des fusillés du 20 août 1944 à Saint-Astier.

- Valmanya (Pyrénées-Orientales) : du 1er au 3 août : Une colonne allemande et des miliciens se dirigent vers le village et bien que la majorité des villageois ait réussi à fuir grâce à l'alerte donnée par les maquisards, 4 civils sont capturés, torturés puis abattus, une femme est violée devant ses enfants, une autre plus âgée est torturée et tabassée, le village est pillé puis incendié. À la suite des combats avec les maquisards, les Allemands capturent le résistant Julien Panchot, chef du maquis Henri-Barbusse, qu'ils torturent avant de le fusiller.
- Fonsorbes (Haute-Garonne) : meurtres[97].

Le 3
Côtes-d'Armor
- Erquy : 5 otages et 6 résistants fusillés.
- Pluduno : 3 civils abattus, dont 2 femmes.

Le 4
- Le Vigeant (Vienne) : 12 jeunes résistants de Millac sont fusillés par des nazis et des miliciens.
- Saint-Pol-de-Léon (Finistère) : 25 hommes, dont le maire et un adolescent de 17 ans, sont massacrés par la Wehrmacht[154].

Le 5
- Quimper (Finistère) : les nazis incendient un commerce de Gourvily et fusillent les membres de la famille qui tentent de s’en échapper, Jean-Louis Lejeune, 67 ans ; son épouse Anna, 64 ans ; Marie-Renée Le Quillec, épouse Lejeune, 33 ans, qui attend un enfant, et Marianne Le Jeune, épouse Le Toullec, 32 ans[155].
- Moncontour (Côtes-d'Armor) : douze résistants sont fusillés au lieu dit La Belle Étoile[156].

Le 7
- Gouesnou (Finistère) : des hommes de la 3e brigade antiaérienne de la Kriegsmarine massacrent 42 habitants, dont des femmes et des enfants, au lieu-dit de Penguerec.
- Langon (Ille-et-Vilaine) : 6 maquisards sont surpris par des soldats allemands au Port-de-Roche et fusillés[157],[158].
- Pleubian : 21 jeunes résistants, capturés au sémaphore de Crec'h Maout, sont fusillés. La veille, 4 passants avaient été abattus dans la commune voisine de Lanmodez.
- Langrolay-sur-Rance (Côtes-d'Armor) : tir d’un obus sur la foule (8 victimes civiles).
- Saint-Yorre (Allier) : 11 résistants fusillés au lieu-dit « La Goutte Grandval ».

Le 8
- Guipavas (Finistère) : Au lieu-dit Creac'h Burguy, sept hommes sont rassemblés dans le village puis abattus par des parachutistes allemands dont la division commandée par le général Ramcke venait d'arriver pour défendre Brest[159].
- Savigny-en-Septaine (Cher), Tragédie des Puits de Guerry: 3e massacre sur trois. 8 femmes sont jetées une par une vivantes dans un puits et écrasées par des pierres (soit 36 victimes juives avec celles des deux premiers massacres de juillet)[147]).

Le 9
- Saint-Julien-de-Crempse (Dordogne) : 17 civils de 18 à 80 ans, ainsi que 11 maquisards, sont massacrés par les SS.

Le 10
- Saint-Gaudens (Haute-Garonne) : exécutions, crimes de guerre et destructions le 10 et du 19 au 21 août[97].
- Vieugy : 7 maquisards et civils sont exécutés[98].

Le 11
- Forteresse du Mont-Valérien, à Paris : 93 prisonniers du camp de Royallieu sont fusillés[160].
- Herran (Haute-Garonne) : meurtres[97].

Le 12
- Longny-au-Perche (Orne) : 5 otages pris au hasard dans le village sont fusillés.
- Signes (Var) : au même endroit que le 18 juillet, 9 autres résistants sont fusillés par les mêmes individus et dans les mêmes conditions (rapport Antoine de la Gestapo de Marseille). Parmi eux, François Pelletier, officier parachuté chargé des liaisons maritimes à Saint-Tropez et l'officier américain Muthular d'Erecalde qui attendait son embarquement avec lui.
- Villenouvelle (Haute-Garonne) : vols, incendies et meurtres le 12 et du 16 au 21 août[97].

Le 13
- Tourouvre (Orne) : 18 habitants sont massacrés et une cinquantaine de maisons sont détruites par des SS appartenant à une unité pas clairement identifiée. Longtemps attribué à la 2e panzerdivision SS Das Reich, le massacre aurait finalement peut-être été perpétré par des membres de la 12e Panzerdivision SS Hitlerjugend[161].
- Montlaur (Haute-Garonne) : vols et massacres le 13, 15, 18, 20 et 21 août commis par des éléments de la 2e panzerdivision SS Das Reich[97].

Le 14
- Juicq (Charente-Maritime) : exécution sommaire de treize résistants capturés lors de l'attaque du maquis retranché au lieu-dit Château Gaillard[162].
- Prémilhat (Allier) : massacre de la Carrière des Grises (42 otages de la prison de Montluçon sont fusillés)[163],[164].
- Grenoble (Isère) : 20 maquisards du Vercors sont fusillés.
- Blasimon (Gironde) : bas du village - « Le 14 août 1944, ici, après avoir été torturés, ont été lâchement assassinés par la gestapo allemande et par la milice de Vichy quatre soldats des Forces Françaises de l'Intérieur : Duprat René, Gonthier Marcel, Mescur Théophile, Schuster Albert.

Le 15
- Villedieu-sur-Indre : maquis de Longeville : les troupes allemandes tuent 6 maquisards au combat et achèvent et brûlent 7 autres maquisards.
- Boussens (Haute-Garonne) : meurtres le 15 puis le 18 août[97].
- Savignac-de-Duras (Lot-et-Garonne) : 4 jeunes maquisards atrocement torturés, assassinés puis pendus[165].
- Fusillés de l'Ariane (Nice) : 21 résistants, dont 3 femmes, et 2 collaborateurs sont fusillés à la mitraillette par les Allemands. Deux autres résistants avaient été fusillés au même endroit le 22 juillet.
- Fusillés de la villa Montfleury à Cannes (Alpes-Maritimes) : 8 résistants, dont une femme, sont exécutés par la Gestapo.
- Blasimon : « Ici, a été pendu le 15 août 1944 par la Gestapo allemande et par la milice de Vichy Teillet Roger, 25 ans, soldat des Forces Françaises de l'Intérieur. »

Le 16
- Écoyeux (Charente-Maritime) : exécution, au lieu-dit les Pinarderies, de cinq FFI capturés puis torturés à la suite de l'attaque du maquis de Château Gaillard à Juicq le 14 août 1944[166].
- Saint Flovier (Indre) : un jeune combattant du maquis d'Epernon (René Cosson) et un fermier chez qui les allemands avaient pris leur quartier pour la nuit (Maurice Trotignon) sont exécutés au lieu dit "les Feuillards"

- Bonneville (Somme) : un jeune homme ayant tiré sur un sous-officier allemand sans l'atteindre est arrêté et sous la torture dénonce six de ses camarades ; ils sont arrêtés et torturés toute la nuit et à l'aube, les SS les fusillent dans un trou de bombe.
- L'Isle-en-Dodon (Haute-Garonne) : meurtre commis par des éléments de la 2e panzerdivision SS Das Reich[97].
- Fusillés de la cascade du bois de Boulogne : 35 FFI et FTP, âgés de 17 à 22 ans sont fusillés par les Allemands dans la nuit du 16 au 17, peu avant les combats de la Libération de Paris.

Le 17
- Sainte-Radegonde (Aveyron) : 30 personnes sont fusillées[167].
- Pointis-de-Rivière (Haute-Garonne) : assassinat[97].
- Villefranche-de-Lauragais (Haute-Garonne) : meurtres, incendies et vols du 17 au 21 et le 28 août[97].

Le 18
- Saint-Michel-de-Livet (Calvados) : une famille de 7 personnes est assassinée par des SS.
- Nérondes (Cher) : une douzaine d’habitants sont massacrés et plus de trente maisons brûlées.

Le 19
- Plaisance-du-Touch (Haute-Garonne) : arrestation et assassinats le 19 et le 21 août[97].
- Farges (Ain) : incendie du hameau d'Asserans ; les habitants sont brutalisés et les frères Mathieu fusillés.

Le 20
- Dompierre-sur-Mer (Charente-Maritime) : exécution d'un lieutenant FFI au lieu-dit le Bois Normandin[168].
- Massacre de Saint-Genis-Laval (Rhône) : 120 internés de la prison Montluc, dont des résistants et des Juifs, sont assassinés par la Sipo-SD et la Milice française[169],[170],[171],[172].
- Saint-Astier (Dordogne) : 21 otages sont fusillés le soir, au lieu-dit les Quatre-Routes, en représailles à des combats qui ont opposé des résistants aux allemands. 3 autres personnes sont exécutées dans les environs.
- Villaudric (Haute-Garonne) : assassinats et vols le 20 et 21 août[97]. 15 civils et 4 FFI sont tués, 8 personnes sont blessées[173].
- Ligueil (Indre-et-Loire) : pour protéger leur fuite, des soldats allemands fuyant vers l'est ont pris en otage à Ligueil 3 personnes membres de la Croix-Rouge : Aimé Papillault, Albert Bertrend et Jean Poulin. Ils ont été accrochés par le maquis au lieu-dit « la Blanchardière », en bordure d'un petit bois, sur la route de Loches. Les trois otages ont été tués. Il existe une plaque commémorative sur la place de Ligueil.
- Fort de Romainville, Les Lilas (Seine-Saint-Denis) : 11 personnes, dont une femme, sont exécutées[100].
- Chomelix (Haute-Loire) : exécution sommaire du capitaine Seigle, chef du maquis de Rougeac (FFI), et de Lucien Cornern dans le « petit bois » de Challes. Le capitaine Seigle avait œuvré dans les maquis de l'Ain et du Haut-Jura, sous les ordres de Jean-Pierre de Lassus Saint-Geniès. La véritable identité du capitaine Seigle reste inconnue à ce jour, malgré des recherches menées par plusieurs personnes depuis plus de 70 ans. Un blog est consacré à ces recherches[174].

Le 21
- Mont-près-Chambord (Loir-et-Cher) : une colonne de la division Das Reich massacre 14 habitants du village, notamment au hameau de Plein[175].
- Massacres de Bron (Rhône) : 109 Juifs sont massacrés par les nazis.
- Comblanchien (Côte-d'Or) : dans la nuit du 21 au 22 août 1944, 52 maisons sont brûlées, 8 habitants sur 530 sont tués et 9 hommes déportés.
- Bouloc (Haute-Garonne) : meurtres[97].
- Fronton : meurtre et vols[97].
- Rimont (Ariège) : après un accrochage avec des maquisards, les troupes allemandes exécutent un instituteur en vacances âgé de 28 ans et 10 habitants âgés de 44 à 78 ans ; le village est détruit par incendie[176].

Le 22
- Creney-près-Troyes (Aube) : 49 détenus de la maison d'arrêt de Troyes sont exécutés par la Gestapo, dont plusieurs Français de la Gestapo de Rennes[177].
- Vaux et Maurens (Haute-Garonne) : meurtres et vols[97].
- Charmont (Val-d'Oise) : au lieu-dit la Fosse Rouge, les troupes allemandes en retraite fusillent 15 otages originaires des communes d'Aincourt, d'Arthies et de Charmont.

Le 23
- Méré (Yvelines) : 4 civils sont tués à la baïonnette par des SS revenus dans le village après sa libération par les Américains[178].

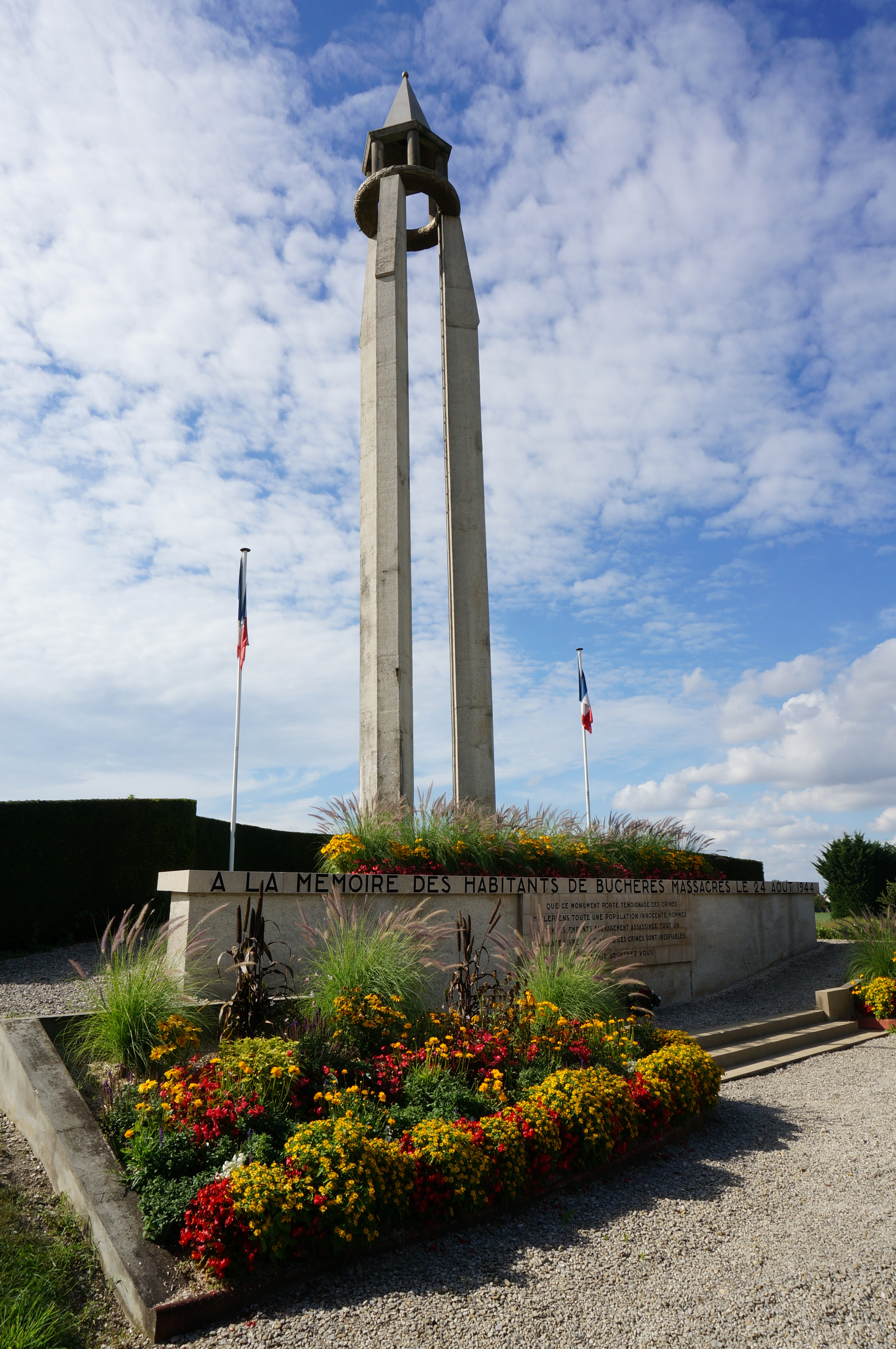
Le mémorial à Buchères.

- Valloire (Savoie) : 4 civils sont torturés et tués, avant l'incendie de l'infirmerie où ils se trouvaient sur le site du Télégraphe[179].

Le 24
- Châteauvillain (Haute-Marne) : en représailles 17 fusillés dont des gendarmes dans le Parc aux daims
- Buchères (Aube) : 68 civils dont 35 femmes, 10 enfants de moins de 10 ans, des bébés de 6 à 18 mois et 5 vieillards de plus de 70 ans sont assassinés par les SS et le village est incendié par deux compagnies de la 51e brigade blindée de grenadiers SS[116]..
- Montferrier-sur-Lez (Hérault) : 2 résistants FTP et 4 travailleurs sont torturés avant d'être fusillés par les membres d'une colonne de la Wehrmacht (11e Panzerdivision) au bord de la route, au carrefour du Fescau, contre le mur d'une grange. Un monument rappelle aux passants, sur la route de Mende, ce triste exploit de la Wehrmacht en fuite[180].

Le 25
- Maillé (Indre-et-Loire) : 124 habitants, âgés de 3 mois à 89 ans, sont massacrés, et le village est incendié (entièrement détruit, il sera reconstruit quasiment à l'identique), vraisemblablement par des hommes du Feld-Erstatz-Bataillon (bataillon de réserve) de la 17e Panzer Grenadier Division SS Götz Von Berlichingen[181].
- Châtillon-sur-Indre (Indre) : des maquisards et des civils sont fusillés.
- Cerizay (Deux-Sèvres) : bombardement par une colonne allemande, 5 victimes civiles et 173 maisons incendiés.
- Tournan-en-Brie (Seine-et-Marne) : À la veille de la Libération, des Allemands en retraite massacrent dans le bois de La Hotte[182] 11 jeunes Français appartenant à la résistance de Tournan, qui furent surpris et capturés à la Bretèche d'Hermières dans la maison de l'un d'entre eux, le garde des Eaux et Forêts Jambois : René Allais, Pierre Bisson, Lucien Cotel, André Dupré, Michel Haby, Roger Havard, Henri Jambois, Claude Kieffer, Roger Marty, Christian Michel et Christophe Planté. Le Monument aux fusillés de Villeneuve-Saint-Denis est inauguré le 10 novembre 1945 sur le lieu des executions.
- Chatou (Yvelines) : l'affaire des 27 martyrs[183], moment tragique de la Libération qui a vu le massacre de 27 civils et résistants.
- Chelles (Seine-et-Marne) : 13 personnes raflées et fusillées devant le mur de la Mairie (1 survivant mutilé) : Aimé Auberville (51 ans), Roger Barnadat (16 ans), Jean Bothorel (20 ans), Charles Castermant (29 ans), Lucien Closson (36 ans), Lucien Gallet (16 ans), Houssa Ouaïd (36 ans), René Levasseur (33 ans), Christian Mariey (17 ans), Wladislaw Pusz (18 ans), Georges Schoenfeld (30 ans) et André Verdeaux (16 ans).

Le 26
- Civray (Vienne) : la Wehrmacht en retraite commet des exactions[184].

Le 27

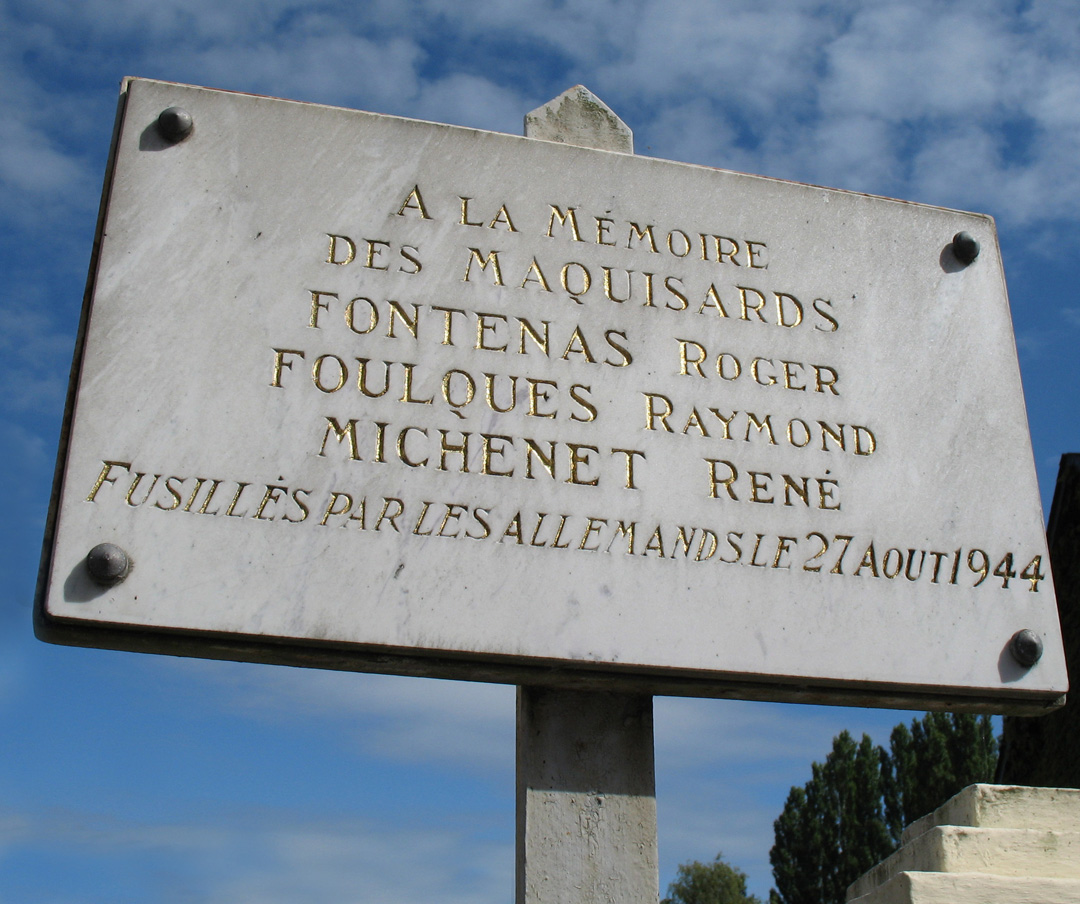
Plaque à la mémoire des maquisards fusillés le 27 août 1944 à Ligueil.

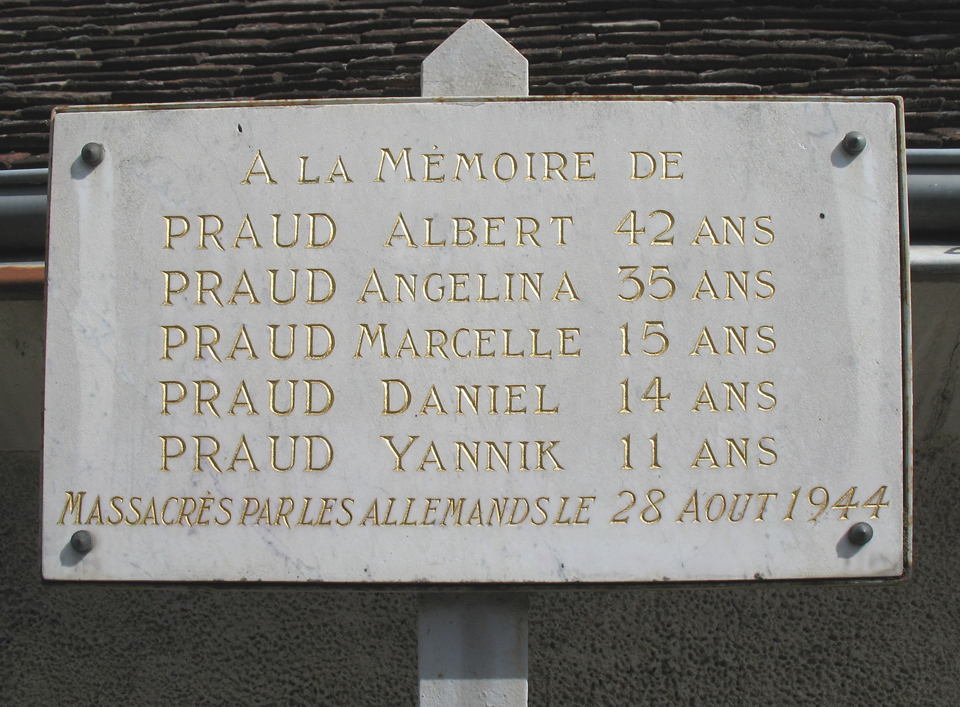
Ligueil, famille Praud.

- Col du Petit-Saint-Bernard (Savoie) : 28 hommes des villages de la Tarentaise sont fusillés par la Wehrmacht en repli vers l'Italie.
- Ligueil (Indre-et-Loire) : 3 maquisards faits prisonniers sont fusillés par l’armée allemande et, le lendemain, un autre maquisard prisonnier, son épouse et ses 3 enfants de 11 à 15 ans sont exécutés.
- La Celle-Guenand (Indre-et-Loire) : 10 victimes - 2 maquisards tués au bourg et 8 civils tués au lieu-dit Repinçay, sur la route de Saint-Flovier, par une colonne de la Wehrmacht, qui avait fait halte la veille au Grand-Pressigny (sans victime).
- Chalautre-la-Petite (Seine-et-Marne) : un contingent de la Wehrmacht, stationné dans le village, prend 22 habitants en otages, en représailles de la capture de deux des leurs par une patrouille américaine ; les otages, emmenés hors du village sur la route de Sourdun, sont fusillés ; treize d'entre eux meurent.

Le 28/29 août
- Boves (Somme) : au bois de Gentelles, 18 résistants dont une femme sont assassinés et inhumés dans une fosse commune retrouvée le 8 septembre 1944.

Le 29
- Chanas (Isère) : massacre de 11 habitants[185].
- Massacre de la vallée de la Saulx (Meuse) : 86 hommes sont tués par des Allemands de la 3e division de Panzer-Grenadiers, une unité de la Wehrmacht, lors de leur passage dans les villages de Couvonges, Robert-Espagne, Beurey-sur-Saulx, et Mognéville[116].

- Bengy-sur-Craon (Cher) : 7 personnes sont fusillées et des fermes sont incendiées.
- Saint-Cyr (Vienne) : 6 civils français, Michel Dubois, Désiré Berger, Roger Moine et ses trois fils Jean, Roger et Claude, sont exécutés par des soldats allemands après qu'ils ont été réquisitionnés pour dégager des troncs d’arbres couchés sur une route. Quelques jours plus tard, plusieurs auxiliaires féminines de l'armée allemande faites prisonnières par des parachutistes français du 3e SAS[186],[187] sont confiées au Maquis comme otages. Elles seront fusillées en représailles, dans le cimetière du village, par leurs geôliers[188].

Le 30
- Tavaux-et-Pontséricourt (Aisne) : 20 habitants, femmes, vieillards, enfants, sont massacrés par les SS. 86 maisons sont pillées et incendiées[189],[190].

Le 31
- Plomion (Aisne) : quatorze habitants de 16 à 72 ans sont fusillés par les SS.
- Bellengreville (Seine-Maritime) : 5 hommes sont fusillés par la Wehrmacht.
- Ressons-le-Long (Aisne) au lieu-dit du Bois des Châssis : 14 personnes sont fusillées par des soldats allemands[191].

### Septembre 1944
Le 1

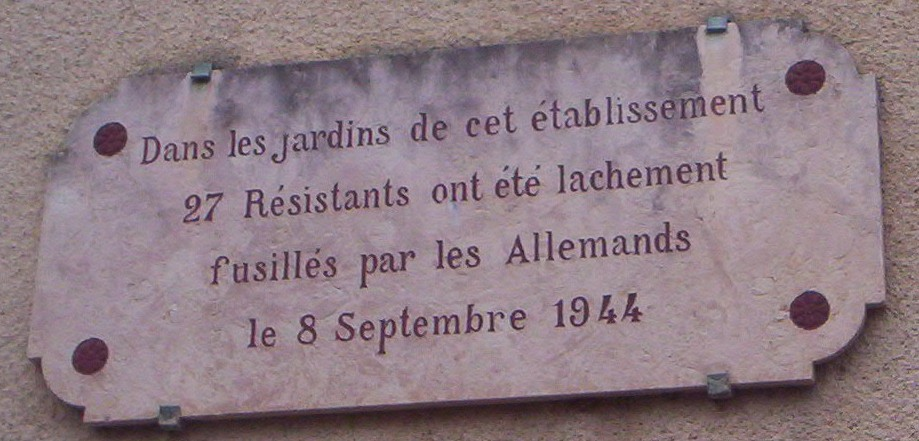
Plaque rappelant l'exécution de 27 résistants le 8 septembre 1944, rue aux Raz à Autun.

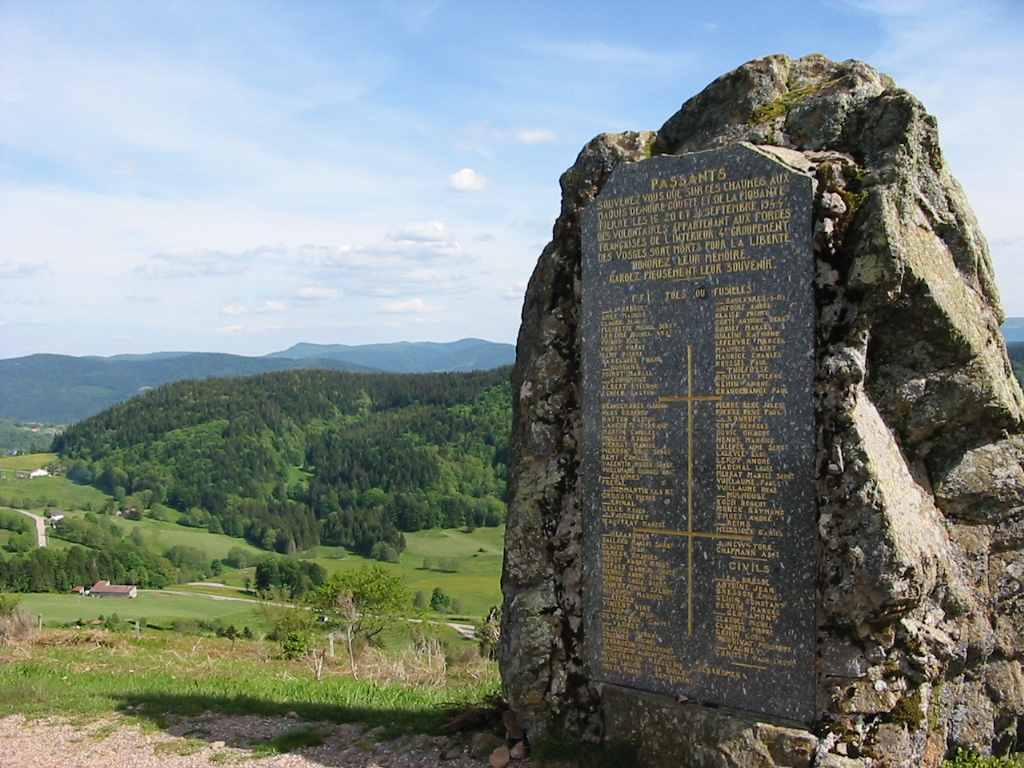
Monument des fusillés de la Résistance à la Piquante Pierre, Basse-sur-le-Rupt.

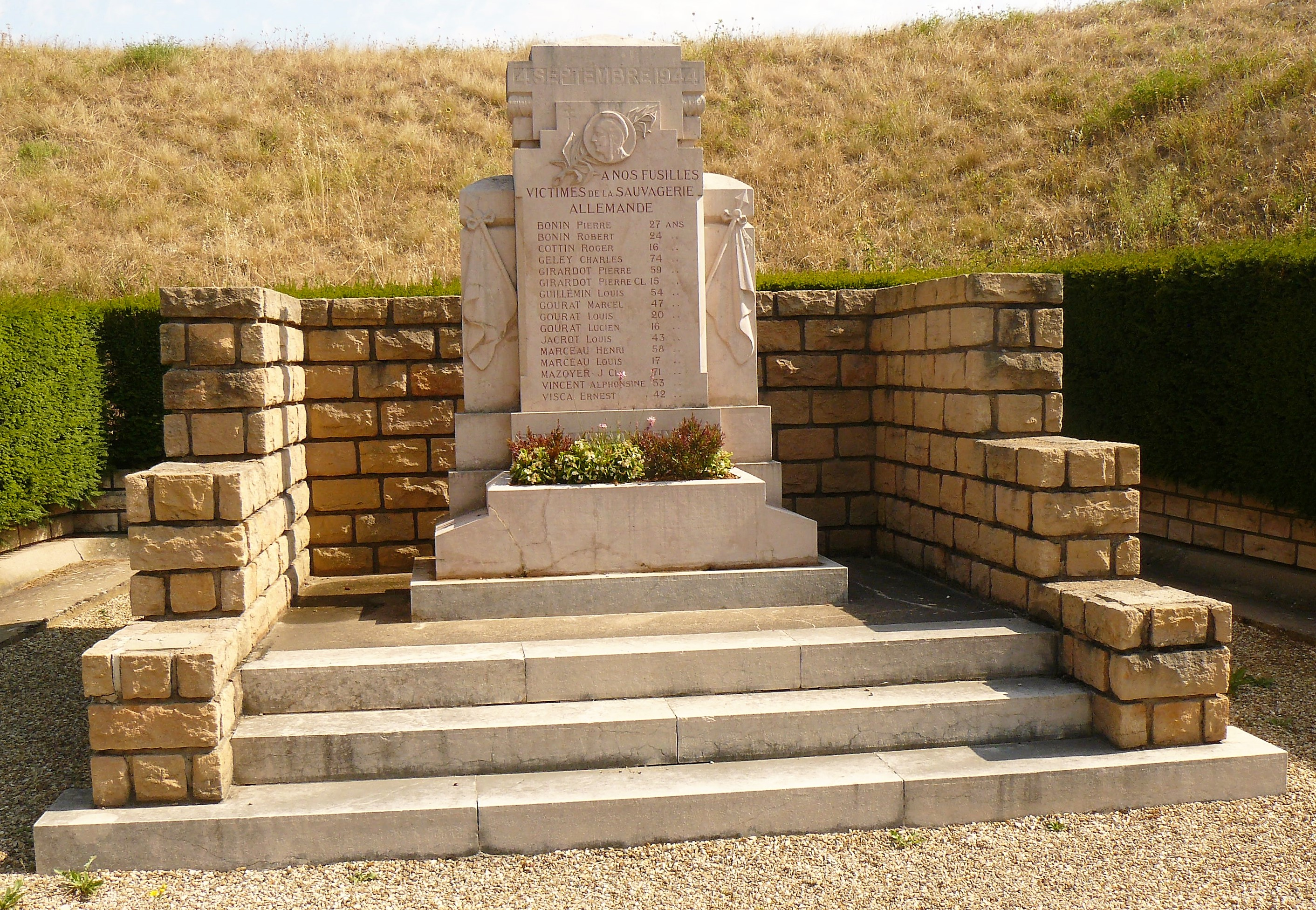
Laives Monument des fusillés du 4 septembre 1944.

- Tourcoing (Nord) : Départ du Train de Loos, qui emmène en déportation en Allemagne 871 prisonniers politiques détenus dans les prisons de Béthune, de Valenciennes et dans la Prison de Loos-lez-Lille. Seuls 275 survivants reviendront.

Le 2
- Étreux (Aisne) : au hameau du Gard, à la suite d'une embuscade de la Résistance, les Allemands arrêtent et fusillent 36 hommes et brûlent de nombreuses maisons[192],[193],[194] ;
- Gard d’Étreux & Junière (Aisne): En représailles à une embuscade, des SS tuent 36 civils et détruisent le hameau[195].

Le 3
- Crécy-en-Ponthieu (Somme) : le jour de la libération du village, 6 hommes (gendarmes et civils) furent abattus par les Allemands après la reddition de la gendarmerie où étaient détenus des prisonniers de guerre allemands.
- Lorgies (Pas-de-Calais) : 14 habitants du village sont arrêtés par les Allemands et fusillés dans le bois Fréteur[196],[197].

Le 4
- Laives (Saône-et-Loire) : 16 habitants du village sont raflés et fusillés par les Allemands, au cours de la retraite militaire de ceux-ci.
- Offin (Pas-de-Calais) : seize habitants sont fusillés par des soldats de la 245e division d’infanterie de la Wehrmacht[198].

Le 5
- Mont-Bernanchon (Pas-de-Calais) : à la suite du tir d'un résistant de la dernière heure sur une colonne allemande qui était en train de repartir en Allemagne, huit habitants choisis au hasard dans leur domicile et emmenés à pieds à Saint-Venant pour être fusillés.
- Zegerscappel (Nord) : plusieurs FFI sont tués lors d'un combat ; les résistants survivants sont ensuite fusillés.

Le 8
- Autun (Saône-et-Loire): 27 résistants sont fusillés par les Allemands dans les jardins d'une école de la ville, rue aux Raz.

Le 10
- Angirey (Haute-Saône) : 7 résistants et 5 habitants sont exécutés, et 57 maisons incendiées.

Le 16
- Bergues (Nord) : avant de se retirer vers Dunkerque, les Allemands minent préalablement une maison, qui explose quand son propriétaire veut rentrer chez lui ; il y a plusieurs dizaines de victimes civiles qui fêtaient leur libération dans la rue.
- Ferrières (Charente-Maritime) : les Allemands tuent 9 civils, dont le maire du village, et 15 maquisards du régiment Ricco. Ils incendient 7 maisons du hameau de Chanteloup[199],

Le 18
- Magny-Danigon (Haute-Saône) : 40 résistants sont fusillés.

Les 20 et 21
- Basse-sur-le-Rupt (Vosges) : 86 maquisards sont fusillés par les nazis.

Le 26
- Offemont (Territoire de Belfort) : 20 résistants sont fusillés.

Le 27
- Étobon (Haute-Saône) : 39 habitants sont fusillés par les SS et 27 autres sont emmenés puis, pour 9 d’entre eux, fusillés près de Belfort, et les 18 autres, déportés.

## Sources

### Lieux d'exécutions
- Forteresse du Mont-Valérien : 1 014 prisonniers identifiés ont été fusillés par les Allemands de 1941 à 1944.
- Camp de Souge : 273 prisonniers identifiés ont été fusillés par les Allemands de 1941 à 1944.
- Stand de tir de Balard : 143 prisonniers y sont fusillés de 1942 à 1944.
- La Maltière, à Saint-Jacques-de-la-Lande : 80 prisonniers y sont fusillés de 1942 à 1944.
- Citadelle de Besançon : 100 résistants, condamnés à mort, sont fusillés entre avril 1941 et août 1944.